# Buis-les-Baronnies
Pour les articles homonymes, voir Buis (homonymie).
Buis-les-Baronnies [bɥi le baʁɔni] est une commune française située dans le département de la Drôme en région Auvergne-Rhône-Alpes. Ses habitants sont dénommés les Buxois.
Le territoire communal est situé dans le parc naturel régional des Baronnies provençales.

## Géographie

### Localisation
La commune de Buis-les-Baronnies est située dans les Baronnies, une région naturelle et historique du Dauphiné et de la Drôme provençale. Limitrophe du Vaucluse, la commune est située au sud-est de Nyons.
Le territoire de la commune est limitrophe de ceux de dix communes dont une, Saint-Léger-du-Ventoux, dans le département du Vaucluse.
Les communes limitrophes sont Beauvoisin, Bésignan, Eygaliers, La Penne-sur-l'Ouvèze, Propiac, Rochebrune, La Roche-sur-le-Buis, Sainte-Jalle, Vercoiran et Saint-Léger-du-Ventoux.

### Géologie et relief
La superficie de la commune est de 3,374 km2 ; son altitude varie de 319  à   1 080 m.

### Hydrographie
La commune est arrosée par :

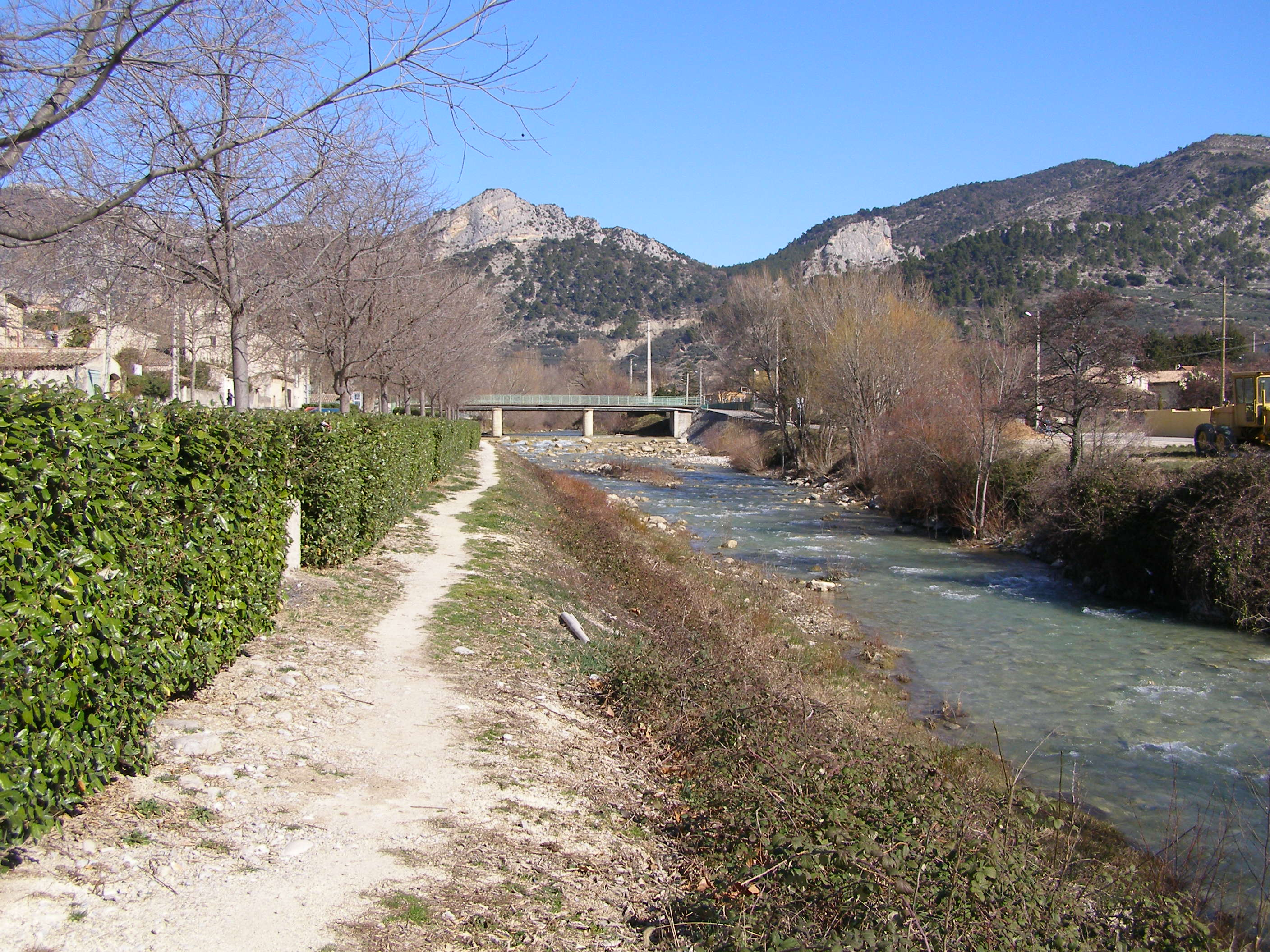
L'Ouvèze.

- l'Ouvèze (la commune est située sur la rive droite) ;
- le Menon ;
- le ruisseau Aigue-Julianne, affluent de l'Ouvèze, est attesté en 1891[2].

### Climat
Pour des articles plus généraux, voir Climat d'Auvergne-Rhône-Alpes et Climat de la Drôme.
En 2010, le climat de la commune est de type climat méditerranéen altéré, selon une étude du CNRS s'appuyant sur une série de données couvrant la période 1971-2000. En 2020, Météo-France publie une typologie des climats de la France métropolitaine dans laquelle la commune est exposée à un climat de montagne ou de marges de montagne et est dans une zone de transition entre les régions climatiques « Provence, Languedoc-Roussillon » et « Alpes du sud ».
Pour la période 1971-2000, la température annuelle moyenne est de 12,7 °C, avec une amplitude thermique annuelle de 16,9 °C. Le cumul annuel moyen de précipitations est de 872 mm, avec 6,8 jours de précipitations en janvier et 4,2 jours en juillet. Pour la période 1991-2020, la température moyenne annuelle observée sur la station météorologique installée sur la commune est de 14,1 °C et le cumul annuel moyen de précipitations est de 792,8 mm,. Pour l'avenir, les paramètres climatiques de la commune estimés pour 2050 selon différents scénarios d'émission de gaz à effet de serre sont consultables sur un site dédié publié par Météo-France en novembre 2022.
| Mois                                  | jan.          | fév.          | mars          | avril           | mai             | juin           | jui.           | août           | sep.          | oct.            | nov.            | déc.           | année      |
| ------------------------------------- | ------------- | ------------- | ------------- | --------------- | --------------- | -------------- | -------------- | -------------- | ------------- | --------------- | --------------- | -------------- | ---------- |
| Température minimale moyenne (°C)     | 0,6           | 0,4           | 3,2           | 5,7             | 9,4             | 13             | 15,3           | 15,2           | 11,8          | 8,6             | 4,2             | 1,2            | 7,4        |
| Température moyenne (°C)              | 6,1           | 6,6           | 9,9           | 12,6            | 16,5            | 20,6           | 23,4           | 23,3           | 18,9          | 14,8            | 9,7             | 6,5            | 14,1       |
| Température maximale moyenne (°C)     | 11,5          | 12,8          | 16,6          | 19,5            | 23,6            | 28,2           | 31,5           | 31,3           | 26            | 21              | 15,2            | 11,8           | 20,8       |
| Record de froid (°C) date du record   | −8,8 11.01.10 | −9,6 05.02.12 | −10 02.03.05  | −3,5 14.04.1998 | −0,3 05.05.1991 | 4,3 06.06.1989 | 6,9 03.07.1996 | 7,1 30.08.1996 | 1,7 27.09.10  | −2,1 30.10.1997 | −7,2 23.11.1999 | −10,2 20.12.01 | −10,2 2001 |
| Record de chaleur (°C) date du record | 23,6 10.01.15 | 24,2 28.02.19 | 27,5 31.03.12 | 30,4 08.04.11   | 34,4 24.05.09   | 44 28.06.19    | 39,7 31.07.20  | 41 12.08.03    | 36,9 17.09.19 | 31,8 12.10.11   | 25,3 04.11.10   | 21,1 16.12.15  | 44 2019    |
| Précipitations (mm)                   | 57,5          | 44            | 49,2          | 68,2            | 63,8            | 51,1           | 36,7           | 49,2           | 98            | 103,9           | 111,2           | 60             | 792,8      |

### Milieux naturels et biodiversité

#### Espace protégé et géré
La protection réglementaire est le mode d’intervention le plus fort pour préserver des espaces naturels remarquables et leur biodiversité associée.
Dans ce cadre, la commune fait partie d'un espace protégé : le parc naturel régional des Baronnies provençales, d’une superficie de 179 529 hectares réparties sur 104 communes des départements de la Drôme et des Hautes-Alpes.

#### Zones naturelles d'intérêt écologique, faunistique et floristique
L’inventaire des zones naturelles d'intérêt écologique, faunistique et floristique (ZNIEFF) a pour objectif de réaliser une couverture des zones les plus intéressantes sur le plan écologique, essentiellement dans la perspective d’améliorer la connaissance du patrimoine naturel national et de fournir aux différents décideurs un outil d’aide à la prise en compte de l’environnement dans l’aménagement du territoire.
Le territoire communal comprend trois ZNIEFF de type 1 :
- le rocher de Saint Julien[10] ;
- la montagne de Montlaud[11] ;
- la montagne de Baume noire, montagne des Plates et gorges d’Ubrieux[12].

et deux ZNIEFF de type 2 :
- les chainons occidentaux des Baronnies[13] ;
- les chainons méridionaux des Baronnies[14].

#### Site Natura 2000
Le réseau Natura 2000 est un réseau écologique européen de sites naturels d’intérêt écologique élaboré à partir des directives « habitats » et « oiseaux ». Ce réseau est constitué de zones spéciales de conservation (ZSC) et de zones de protection spéciale (ZPS). Dans les zones de ce réseau, les États membres s'engagent à maintenir dans un état de conservation favorable les types d'habitats et d'espèces concernés, par le biais de mesures réglementaires, administratives ou contractuelles.
Dans la commune, un site Natura 2000 de type A (ZPS) est défini en site d'importance communautaire (SIC) : les Baronnies - Gorges de l'Eygues, d’une superficie de 12 455 hectares.

## Urbanisme

### Typologie
Au 1er janvier 2024, Buis-les-Baronnies est catégorisée bourg rural, selon la nouvelle grille communale de densité à 7 niveaux définie par l'Insee en 2022.
Elle appartient à l'unité urbaine de Buis-les-Baronnies, une unité urbaine monocommunale constituant une ville isolée,. La commune est en outre hors attraction des villes,.

### Occupation des sols
L'occupation des sols de la commune, telle qu'elle ressort de la base de données européenne d’occupation biophysique des sols Corine Land Cover (CLC), est marquée par l'importance des forêts et milieux semi-naturels (65,3 % en 2018), une proportion sensiblement équivalente à celle de 1990 (66 %). La répartition détaillée en 2018 est la suivante : 
forêts (38,7 %), milieux à végétation arbustive et/ou herbacée (25,9 %), zones agricoles hétérogènes (19,1 %), cultures permanentes (12 %), zones urbanisées (3,6 %), espaces ouverts, sans ou avec peu de végétation (0,7 %). L'évolution de l’occupation des sols de la commune et de ses infrastructures peut être observée sur les différentes représentations cartographiques du territoire : la carte de Cassini (XVIIIe siècle), la carte d'état-major (1820-1866) et les cartes ou photos aériennes de l'IGN pour la période actuelle (1950 à aujourd'hui).

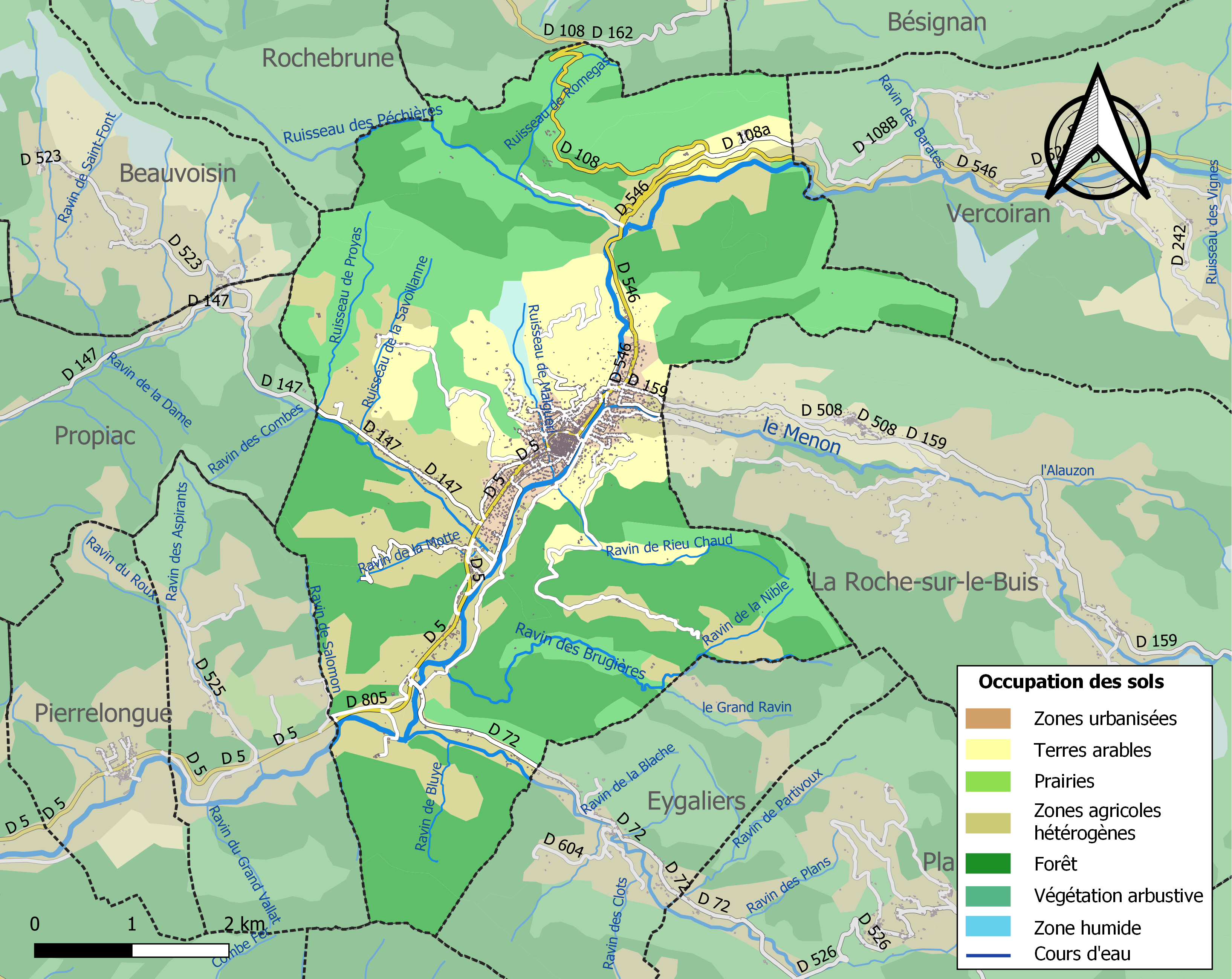
Carte des infrastructures et de l'occupation des sols de la commune en 2018 (CLC).

### Morphologie urbaine
La ville est située au pied de l'arête crénelée du rocher Saint-Julien ; elle s'étend au milieu de prairies et de belles oliveraies[réf. nécessaire].

### Hameaux et lieux-dits
- Aubagne
- Bergerie de Foulon
- Chapelle Saint-Martin
- Cost
- Du Brusquet
- Ferme de Férus
- Ferme de Proyas
- Ferme de Saint-Denis
- la Bouscaude
- la Durière
- la Gardette
- la Grange des Bois
- la Nible
- la Reynarde
- la Saffrette
- la Savouillanne
- le Flachier
- le Font d'Annibal
- le Menon
- le Moulin de Cost
- le Pont Neuf
- le Romégas
- les Brugières
- les Jonchiers
- les Péchières
- Saint-Trophine (chapelle)
- Sans Regret
- Vertégoux
- Villecroze[23].

Anciens quartiers :
- Aiguille est un quartier attesté en 1891[24] ;
- l'Adret-de-Saint-Julien est un quartier attesté en 1891. Il était dénommé in Adrechiis en 1520 (terrier de Mévouillon)[25] ;
- l'Aire-de-la-Cour est un quartier attesté en 1891. Il était dénommé Aream Curie en 1520 (terrier de Mévouillon)[26] ;
- les Aires est un quartier attesté en 1891. Il était dénommé Las Ares en 1498 (inventaire de la chambre des comptes)[27].

### Logement
En 2021, le nombre total de logements dans la commune était de 1 644, alors qu'il était de 1 643 en 2015 et de 1 579 en 2010
, soit une progression du nombre total de logements de 4,1 % depuis 2010.
Parmi ces 1 644 logements, 68,5 % étaient des résidences principales, (soit 1 126 logements), 22,1 % des résidences secondaires et 9,4 % des logements vacants. Ces logements étaient pour 77,5 % d'entre eux des maisons individuelles et pour 22,2 % des appartements.
Sur les 1 126 résidences principales, 63,0 % sont occupées par des propriétaires, 33,4 % par des locataires et 3,6 % par des personnes logées gratuitement.
Le tableau ci-dessous présente la typologie des logements à Buis-les-Baronnies en 2021 en comparaison avec celle du Drôme et de la France entière. Une caractéristique marquante du parc de logements est ainsi une proportion de résidences secondaires et logements occasionnels (22,1 %) supérieure à celle du département (8 %) et à celle de la France entière (9,7 %) ainsi que d'une proportion de logements vacants (9,4 %) supérieure à celle du département (8,4 %) et de la France entière (8,1 %).
| Typologie                                               | Buis-les-Baronnies | Drôme | France entière |
| ------------------------------------------------------- | ------------------ | ----- | -------------- |
| Résidences principales (en %)                           | 68,5               | 83,6  | 82,2           |
| Résidences secondaires et logements occasionnels (en %) | 22,1               | 8     | 9,7            |
| Logements vacants (en %)                                | 9,4                | 8,4   | 8,1            |

### Voies de communication et transports
La route des Princes d'Orange : Buis-les-Baronnies est situé sur cet itinéraire autrefois emprunté par les princes d'Orange (dynastie qui régna sur Orange de 1115 à 1702) pour rejoindre leur baronnie d'Orpierre.

### Risques naturels et technologiques
La commune de Buis a été touchée par un tremblement de terre d’intensité V sur l’échelle MSK en 1952.

## Toponymie

### Attestations
Le nom de la localité est attesté sous les formes claustrum de Buxo en 1221 ; ecclesia de Bucxo en 1222 ; mandamentun Buxi en 1283 ; castrum de Buxo  en 1293 ; bajulus Buxi en 1300 ; Boix en 1400 ; Le Bois et Le Boys en 1447 ; Le Boix en 1549 ; Le Buix en 1705 ; Le Buis en 1788, ; Le Buix en 1793 ; Le Buis puis Buis-les-Baronnies en 1801 ; Buis-les-Baronnies en 1850.

### Étymologie
Ce toponyme dériverait de l'occitan bois, « buis », arbuste de la famille des Buxacés (ou du provençal médiéval bois (prononcez : boïs)[réf. nécessaire]).
Les Baronnies sont une région naturelle et historique qui s'étend entre le sud-est de la Drôme, l'ouest des Hautes-Alpes et le nord de Vaucluse.
La commune est dénommée Lo Bois dei Baroniás en occitan ou Lo Bois dei Baronias en provençal alpin[réf. nécessaire].

## Histoire

### Protohistoire
Le Buis est l'ancienne capitale de la tribu gauloise des Boxsani (confédération des Voconces)[réf. nécessaire].

### Antiquité: les Gallo-romains
Le futur mandement du Buis est probablement habité par les Bocx(ani), mentionnés avec les Noiomagenses (habitants de Nyons) dans une inscription découverte à Tain.
Le lieu est appelé Arx Apollinaris par les Romains.

### Du Moyen Âge à la Révolution
D'une manière générale, à partir du XIe siècle, les villages des Baronnies dépendent de la baronnie de Mévouillon et de la baronnie de Montauban[réf. nécessaire].
1178 : les seigneurs de Mévouillon sont les vassaux directs de l'empereur Frédéric Barberousse[réf. nécessaire].
La seigneurie : elle ne comprenait que la paroisse du Buis :
- Possession des barons de Mévouillon, dont elle est la capitale.
- 1317 : la terre passe aux dauphins.
- 1422 : passe aux Avaugour.
- 1553 : passe aux Vadel.
- 1643 : passe aux princes de Monaco, derniers seigneurs.

XIIe siècle : l'abbaye Saint-André de Villeneuve-lès-Avignon y possédait le prieuré Sancte Marie de Projactis (actuellement Saint-Denis-de-Projat) et l'église Saint-Julien, dont elle percevait les revenus.
Du temps des barons de Mévouillon, Buis-les-Baronnies était la résidence du magistrat chargé de rendre la justice à tous leurs vassaux.

(Après son annexion au Dauphiné, en 1317, Le Buis deviendra le siège d'un bailliage (1336 : bayllivia baroniarum montis Albani et Medullioni (Valbonnais, II, 320)) dont le ressort comprenait tout l'arrondissement de Nyons et quelques communes des cantons de Grignan et de Dieulefit. À partir de 1447, ce tribunal, appelé bailliage du Buis, n'aura plus qu'un vibailli à sa tête [réf. nécessaire]).
Depuis 1270, les Mévouillon sont endettés : en 1288, Raymond VI de Mévouillon donne une charte de franchise aux habitants[réf. nécessaire]. Cette charte de libertés sera confirmée en 1337 par les dauphins.
1291 : Raymond VI de Mévouillon vend sa baronnie à Jean de Genève, évêque de Valence et de Die. La vente pour 6 000 livres tournois est ratifiée par le traité de Chamaloc, signé le 16 août 1291[réf. nécessaire]. Cet acte de vente n'est pas reconnu par Raymond V de Mévouillon car il est contraire aux dispositions testamentaires de Raymond IV de Mévouillon qui interdisait l'aliénation du domaine. Raymond VI de Mévouillon est condamné[réf. nécessaire].
Le 10 juillet 1293, Raymond VI de Mévouillon vend sa baronnie au dauphin qui profite de son endettement. Raymond de Mévouillon a confié ses castra au dauphin à condition de pouvoir les reprendre en fief franc, noble et antique, et à fidélité non lige[réf. nécessaire].

Concernant le reste des Baronnies, en 1294-1295, le domaine de Montauban est cédé au dauphin par Hugues Adhémar, héritier de Roncelin de Lunel[réf. nécessaire].
1309 (démographie) : 3500 habitants.

Vers 1310, on compte 700 maisons, soit environ 3 500 habitants,,.
1317 : les Baronnies passent définitivement sous le contrôle des dauphins[réf. nécessaire].

La partie orientale a été l'objet de négociations avec les comtes de Provence qui y avaient des intérêts[réf. nécessaire].
Le Buis fut la ville préférée des dauphins de Viennois[réf. nécessaire].

Humbert II signe plusieurs de ses chartes au Buis. La ville avait alors 3 500 habitants ce qui, pour l'époque, représente une grande cité[réf. nécessaire].
1347 : la peste y fait des ravages. La moitié de la population périt[réf. nécessaire].
1349 : le Dauphiné est vendu au royaume de France.
Louis XI repeuple la ville en y attirant des reitres allemands avec leurs familles et en fait le siège d'un bailliage. En 1447, il y annexe la cour de justice de Nyons[réf. nécessaire].
Les guerres de Religion font beaucoup de mal au Buis[réf. nécessaire].
La baisse de la population est citée en 1656. Elle s'est accélérée après la révocation de l'édit de Nantes en 1685[réf. nécessaire].
1720 (démographie) : 400 chefs de familles.
1762 (démographie) : le conseil de ville déclare que la population est réduite à 400 habitants.
Avant 1790, le Buis était une communauté de l'élection de Montélimar, chef-lieu de subdélégation et de bailliage.

Elle comprenait trois paroisses : le Buis, Proyas et Ubrieux :
- La paroisse du Buis en particulier était du diocèse de Vaison, et son église, sous le vocable de Notre-Dame de Nazareth, était celle d'un prieuré qui, connu en 1221, fut uni dès le XVIe siècle à la charge de capiscol du chapitre cathédral de Vaison. Son titulaire perçut, de ce chef, les dîmes de la paroisse du Buis jusqu'à la Révolution.
- Il y avait en outre, dans cette ville, un couvent de dominicains fondé en 1294 par les barons de Mévouillon. En 1891, les bâtiments servent de mairie et de collège.
- Il y avait aussi un monastère d'ursulines fondé en 1643. En 1891, c'est un hôpital.

Le mandement du Buis ne comprenait que les paroisses du Buis et de Proyas. La paroisse d'Ubrieux formait un mandement séparé.

### De la Révolution à nos jours

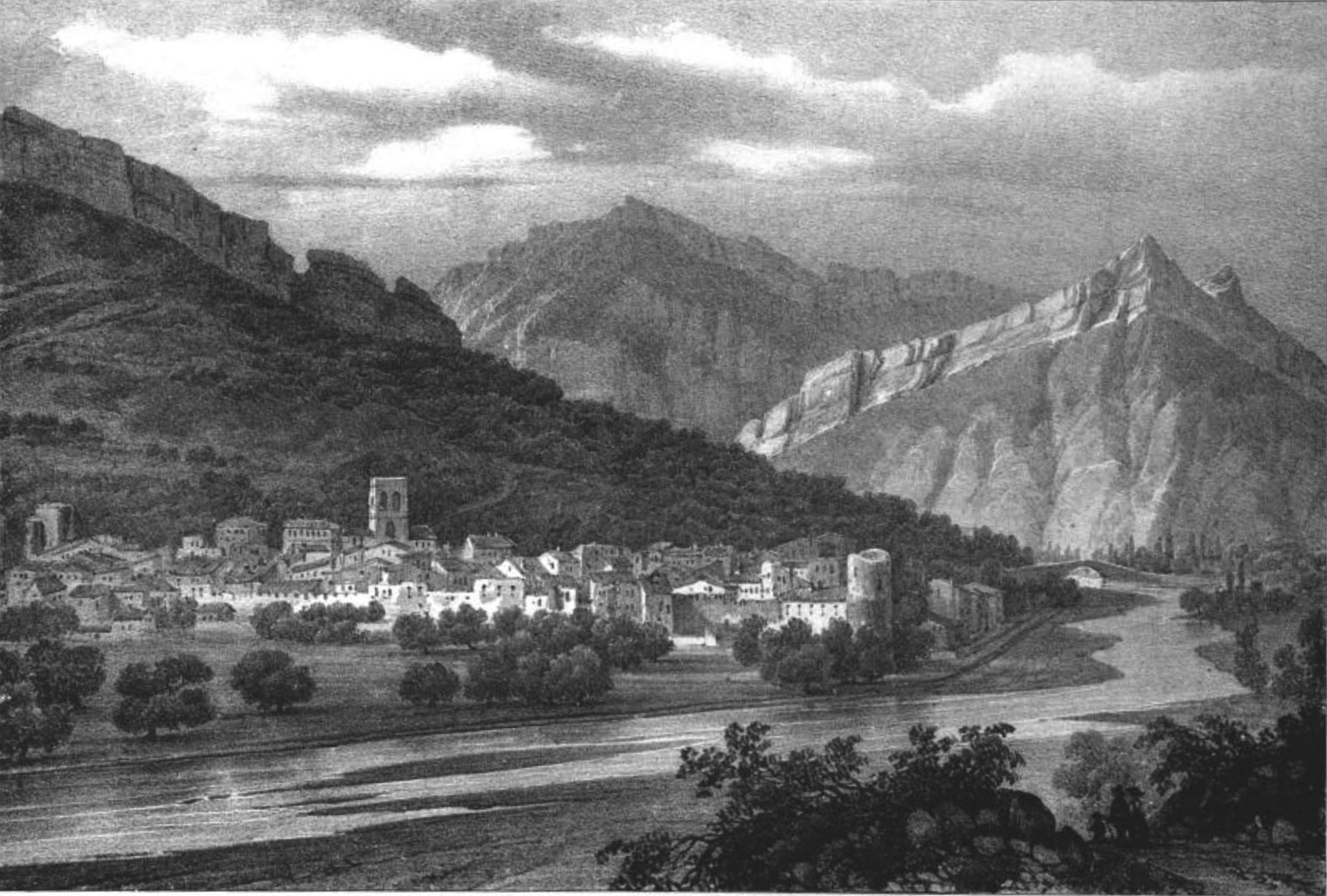
Buis-les-Baronnies au XIXe siècle, illustrée par Alexandre Debelle (1805-1897).

En 1790, le Buis devient le chef-lieu d'un canton comprenant le Buis et la Roche-sur-Buis, et celui d'un district comprenant les cantons du Buis, de Mirabel, de Mollans, de Montauban, de Montbrun, de Nyons, de Rémuzat et de Vinsobres.

La réorganisation de l'an VIII (1799-1800) en fait un simple chef-lieu de canton, comprenant les communes de Beauvoisin, Bellecombe, Bénivay, Bésignan le Buis, Eygaliers, Mérindol, Mollans, Ollon, la Penne, Pierrelongue, Plaisians, le Poët-en-Percip, Propiac, Rioms, Rochebrune, la Roche-sur-Buis, la Rochette, Saint-Auban, Sainte-Euphémie, Sainte-Jalle, Saint-Sauveur, Vercoiran.
La Révolution lui porte un coup fatal en lui enlevant toute son administration qui est transférée à Nyons[réf. nécessaire].
1811 : des platanes sont plantés pour la naissance du roi de Rome (fils de Napoléon I).
Au milieu du XIXe siècle, des tilleuls sont plantés en nombre et devinrent la spécialité de Buis-les-Baronnies[réf. nécessaire].
En 1907, la ville est reliée à Orange par une ligne de chemin de fer à voie métrique dont elle accueille la gare terminus. Le service des trains a pris fin en 1952 et la ligne a été démantelée.

La gare est aujourd'hui un centre des finances publiques,.

## Politique et administration

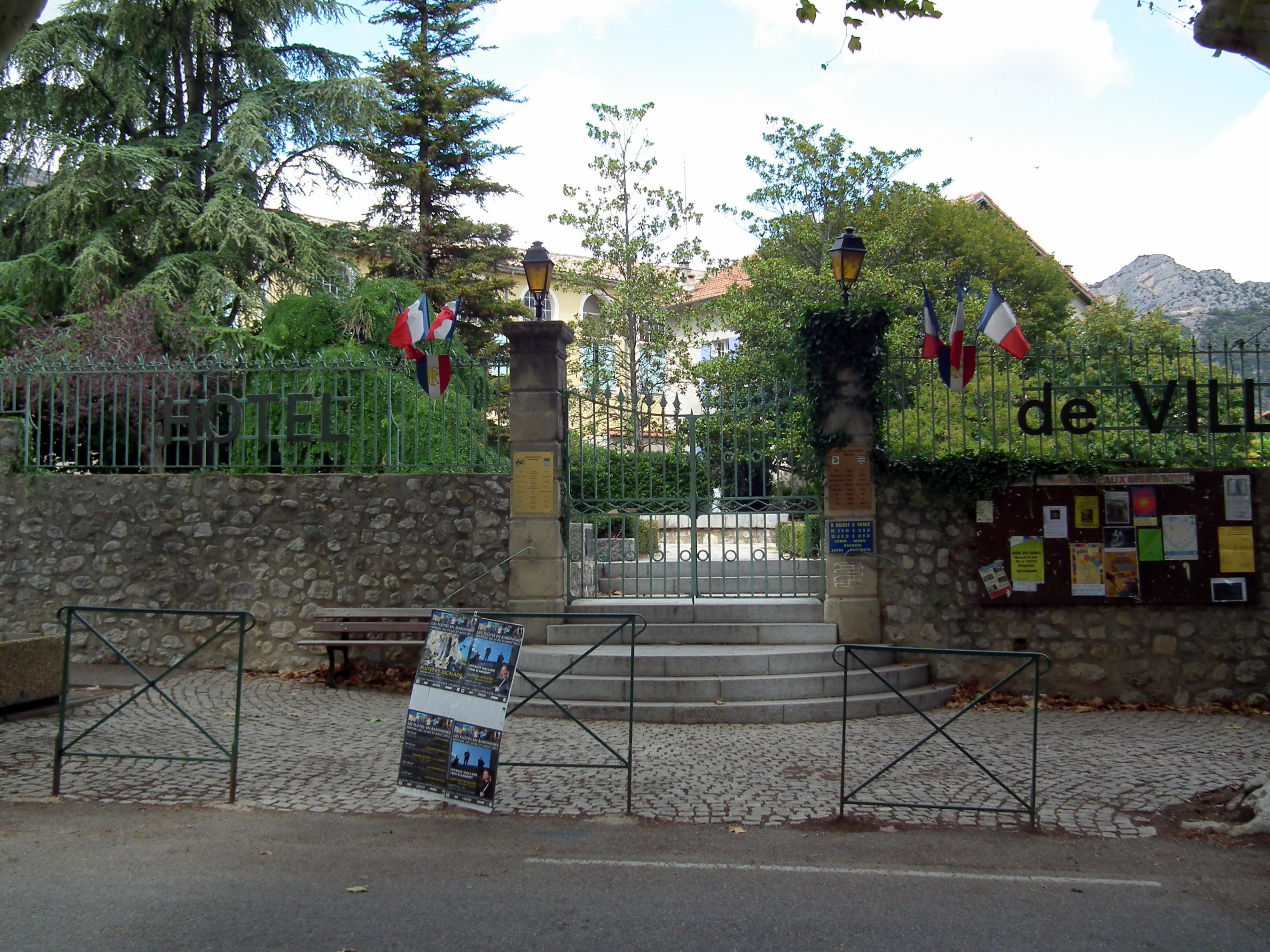
La mairie.

### Découpage territorial
La commune se trouve dans l'arrondissement de Nyons du département du Drôme.

#### Commune et intercommunalités
La commune est membre de la communauté de communes des Baronnies en Drôme provençale.

#### Circonscriptions administratives
La commune est rattachée au canton de Nyons et Baronnies.

#### Circonscriptions électorales
Pour l'élection des députés, la commune fait partie de la troisième circonscription de la Drôme.

### Élections municipales et communautaires

#### Liste des maires
| Période                                  | Période                   | Identité                                          | Étiquette | Qualité                                 |
| ---------------------------------------- | ------------------------- | ------------------------------------------------- | --------- | --------------------------------------- |
| Les données manquantes sont à compléter. |                           |                                                   |           |                                         |
|                                          |                           |                                                   |           |                                         |
| 1944                                     | 1947                      | Aimé Buix                                         | PCF       | libraire conseiller général (1945-1951) |
|                                          |                           |                                                   |           |                                         |
| 1971                                     | 1977                      | René Jouve                                        | SFIO-PS   | conseiller général (1955-1976)          |
| 1977                                     | 1983                      | Raymond Argenson                                  | PS        | professeur des écoles                   |
| 1983                                     | 1989                      | Georges Bec                                       | UDF       | conseiller général (1976-1988)          |
| 1989                                     | 1995                      | Raymond Argenson                                  | PS        | professeur des écoles                   |
| 1995                                     | 2014                      | Jean-Pierre Buix                                  | PCF       | instituteur                             |
| 2014                                     | En cours (au 6 juin 2025) | Sébastien Bernard Réélu pour le mandat 2020-2026, |           | conseiller juridique                    |

### Rattachements administratifs et électoraux
Administrativement la commune est comprise dans l'arrondissement de Nyons, dans le canton de Nyons et Baronnies.

Elle est également une commune adhérente de la Communauté de communes des Baronnies en Drôme provençale.

### Jumelages
La commune est jumelée avec :
| Ville | Ville      | Pays | Pays      | Période     |
| ----- | ---------- | ---- | --------- | ----------- |
|       | Gomadingen |      | Allemagne | depuis 1999 |
|       | Waimes     |      | Belgique  | depuis 2009 |

## Équipements et services publics

### Enseignement
La commune est située dans l'académie de Grenoble et dépend, pour les vacances scolaires, de la zone A.
Elle dispose de trois établissements scolaires : une école maternelle, une école publique Buis-les-Baronnies et le collège Henri-Barbusse.

### Santé
La commune dispose d'un hôpital local avec de 205 lits et places, une maison de retraite et une résidence autonomie.

## Population et société

### Démographie

#### Évolution démographique
L'évolution du nombre d'habitants est connue à travers les recensements de la population effectués dans la commune depuis 1793. Pour les communes de moins de 10 000 habitants, une enquête de recensement portant sur toute la population est réalisée tous les cinq ans, les populations de référence des années intermédiaires étant quant à elles estimées par interpolation ou extrapolation. Pour la commune, le premier recensement exhaustif entrant dans le cadre du nouveau dispositif a été réalisé en 2006.

En 2022, la commune comptait 2 226 habitants, en évolution de −2,92 % par rapport à 2016 (Drôme : +2,64 %, France hors Mayotte : +2,11 %).
| 1793  | 1800  | 1806  | 1821  | 1831  | 1836  | 1841  | 1846  | 1851  |
| ----- | ----- | ----- | ----- | ----- | ----- | ----- | ----- | ----- |
| 2 215 | 2 215 | 2 196 | 2 137 | 2 180 | 2 147 | 2 263 | 2 358 | 2 348 |

| 1856  | 1861  | 1866  | 1872  | 1876  | 1881  | 1886  | 1891  | 1896  |
| ----- | ----- | ----- | ----- | ----- | ----- | ----- | ----- | ----- |
| 2 389 | 2 370 | 2 413 | 2 343 | 2 203 | 2 160 | 2 069 | 1 966 | 1 868 |

| 1901  | 1906  | 1911  | 1921  | 1926  | 1931  | 1936  | 1946  | 1954  |
| ----- | ----- | ----- | ----- | ----- | ----- | ----- | ----- | ----- |
| 1 855 | 1 932 | 1 806 | 1 473 | 1 466 | 1 338 | 1 472 | 1 333 | 1 383 |

| 1962  | 1968  | 1975  | 1982  | 1990  | 1999  | 2006  | 2011  | 2016  |
| ----- | ----- | ----- | ----- | ----- | ----- | ----- | ----- | ----- |
| 1 496 | 1 602 | 1 729 | 1 885 | 2 030 | 2 226 | 2 283 | 2 251 | 2 293 |

| 2021  | 2022  | - | - | - | - | - | - | - |
| ----- | ----- | - | - | - | - | - | - | - |
| 2 258 | 2 226 | - | - | - | - | - | - | - |

#### Pyramide des âges
La population de la commune est relativement âgée.
En 2018, le taux de personnes d'un âge inférieur à 30 ans s'élève à 23,2 %, soit en dessous de la moyenne départementale (33,9 %). À l'inverse, le taux de personnes d'âge supérieur à 60 ans est de 44,2 % la même année, alors qu'il est de 27,9 % au niveau départemental.
En 2018, la commune comptait 1 065 hommes pour 1 240 femmes, soit un taux de 53,8 % de femmes, largement supérieur au taux départemental (51,55 %).
Les pyramides des âges de la commune et du département s'établissent comme suit.
| Hommes | Classe d’âge | Femmes |
| ------ | ------------ | ------ |
| 1,8    | 90 ou +      | 4,8    |
| 13,7   | 75-89 ans    | 18,6   |
| 25,5   | 60-74 ans    | 23,6   |
| 18,8   | 45-59 ans    | 18,7   |
| 14,1   | 30-44 ans    | 13,7   |
| 12,9   | 15-29 ans    | 8,4    |
| 13,1   | 0-14 ans     | 12,3   |

| Hommes | Classe d’âge | Femmes |
| ------ | ------------ | ------ |
| 0,8    | 90 ou +      | 2      |
| 8      | 75-89 ans    | 10,3   |
| 17,9   | 60-74 ans    | 18,7   |
| 20,3   | 45-59 ans    | 19,9   |
| 18     | 30-44 ans    | 18     |
| 16,2   | 15-29 ans    | 14,2   |
| 18,9   | 0-14 ans     | 17     |

### Manifestations culturelles et festivités
- « Les Lointaines », festival de musiques du monde[réf. nécessaire].
- Sérénades en Baronnies, festival de musique classique réparti sur l'année[réf. nécessaire].
- Janvier (troisième week-end) : fête de l'huile d'olive et de l'olive AOC[réf. nécessaire].
- Juillet : festival d'art dramatique[32].
- Juillet (troisième samedi) : fête du Tilleul en Baronnies est un marché du tilleul et des plantes aromatiques associé à un salon du livre des plantes[réf. nécessaire].
- Août : festival de jazz[réf. nécessaire].
- Août (9 au 12) : fête de Saint-Laurent[32].
- Août (dernière semaine) : les Flûtes en Baronnies, académie du Trio d'Argent[57].
- Septembre (quatrième dimanche) : la Ronde des Baronnies se compose de plusieurs randonnées pédestres dans les Baronnies[réf. nécessaire].

### Sports et loisirs
- Site d'escalade réputé : rochers d'Ubrieux et de Saint-Julien, un des beaux sites de la liste des sites d'escalade en France[réf. nécessaire].

#### Événements sportifs
- Le trail de la Drôme dont le départ et l'arrivée ont lieu à Buis-les-Baronnies[58].
- Mai (premier dimanche) : La Buiscyclette[59], raid et balades à vélo pour tous les niveaux (VTT et vélo de route).
- Juillet (premier week-end) : Dans les Pas du Géant est un rendez-vous sportif (trail, randonnée, tournoi de football, au profit des enfants malades). Manifestation actuellement en sommeil[60].
- Août (deuxième dimanche) : Le Buis j'aime j'y cours est une course pédestre (1,4 et 2,8 km pour les enfants, 7 km pour les femmes, 10 km pour les hommes)[61].

#### Loisirs
- Le cinéma Le Reg'Art[62].
- La chasse et la pêche[32].

### Médias
Le territoire de la commune se situe dans l'aire de diffusion de plusieurs médias.
- Presse écrite :
  - Le Dauphiné libéré, quotidien régional qui consacre, chaque jour, y compris le dimanche, dans son édition de « Romans et Drôme des collines » un ou plusieurs articles à l'actualité du canton et de la commune, ainsi que des informations sur les éventuelles manifestations locales, les travaux routiers, et autres événements divers à caractère local ;
  - L'Agriculture drômoise, journal d'informations agricoles et rurales, couvre l'ensemble du département de la Drôme ;
  - Drôme Hebdo (ancien Peuple Libre), hebdomadaire chrétien d'informations.
- Radio
  - Ici Drôme Ardèche est une radio publique diffusée sur son territoire.

## Économie

### Revenus de la population et fiscalité
En 2021, la commune compte 1 098 ménages fiscaux, regroupant 2 097 personnes.
Le revenu fiscal médian par ménage de la commune est de 21 500 €, inférieur à celui du département de la Drôme (22 450 €) et inférieur à celui de la France métropolitaine (23 080 €),,.

### Entreprises et commerces

#### Agriculture

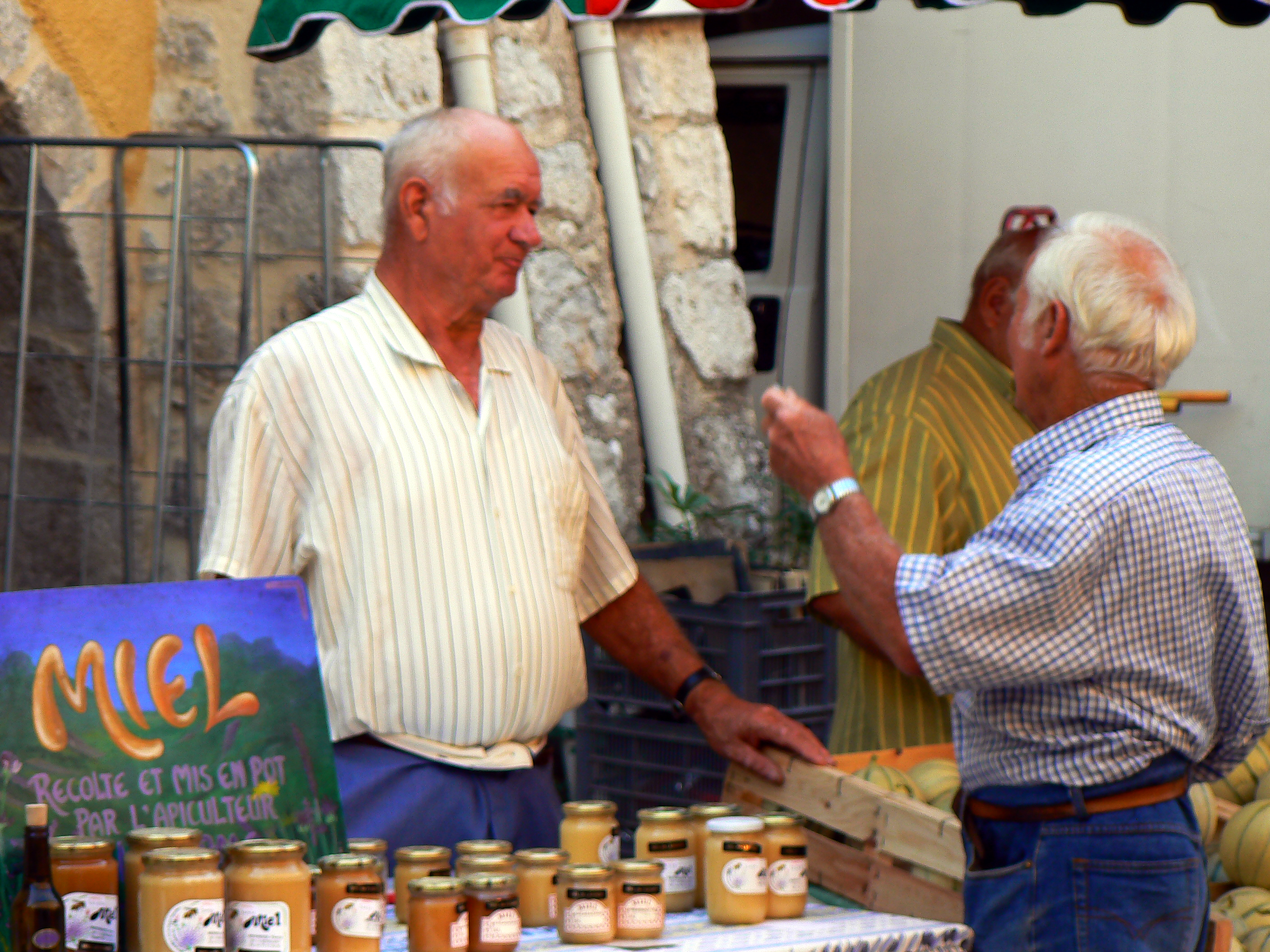
Marché de Provence à Buis-les-Baronnies.

En 1992 : oliviers (olives noires / tanches, huile d'olive / coopérative oléicole), vignes (vin AOC  Coteaux des Baronnies), vergers (amandes), lavande (essence), truffes, apiculture (miel), ovins (fromage Picodon).

#### Gastronomie
- Vin de pays Coteaux-des-baronnies.
- Abricots (orangers de Provence).
- Huile d'olive.
- Olives de bouche classées en AOC de Nyons (la variété Tanche est la plus répandue).
- Petites industries de plantes aromatiques et médicinales (huiles essentielles, parfums naturels de plantes, etc.).
- Plantation de 30 000 tilleuls[32] représentant 75 % de la production française de tilleul[63]
- Autour du tilleul et d'autres plantes et herbes aromatiques comme la lavande, le thym, la sauge et la sarriette, se développa une filière locale de négociants-producteurs qui lancèrent des marques renommées. Chaque année est organisée une fête du tilleul.

#### Marchés et foires
- Marché : troisième mercredi du mois (sauf janv., nov., déc.).
- Foire : premier mercredi du mois (sauf avril, août, nov.), le 21 janvier, le lundi après Rameaux, le 18 août, le 2 nov., le 18 décembre.
- Marché aux fruits et aux olives : mercredi et dimanche.
- Grand marché du tilleul : premier et second mercredi de juillet.
- Marché de la laine (août)[32].

### Tourisme

#### Hôtellerie, camping et autres hébergements collectifs
Au 1er janvier 2025, la commune dispose de deux hôtels pour une capacité totale de 54 chambres, de six campings totalisant 364 emplacements et d'un autre type d'hébergement collectif avec 195 places de lit.

#### Activités touristiques
- Des visites commentées du village sont organisées par l'Office de Tourisme[64].
- Station climatique d'été[32].
- Piscine municipale de plein air ouverte pendant la période d'été[65].

## Culture locale et patrimoine

### Lieux et monuments

#### Monument historique
- Maison située au Sud de l'église (ancienne chapelle des Ursulines) datant du XVIIe siècle. Le portail Louis XIII fait l’objet d’une inscription au titre des monuments historiques depuis le 21 octobre 1926[66],[32].

#### Autres lieux et monuments
- Vestiges de l'ancienne enceinte et de la tour du Saffre (XIIe siècle)[32].

Enceinte du XIVe siècle : quatre tours (tour carrée du Safre, tours rondes de la Gendarmerie, de l'Office du Tourisme et une troisième), remparts sud[réf. nécessaire].
- Église Notre-Dame de Nazareth des XIIIe siècle, XIVe siècle et XVIIe siècle[réf. nécessaire]. Église (XVIIe siècle) : baptistère (XVIIIe siècle), maître-autel en bois doré polychrome (XVIIIe siècle)[32].
- Plaque commémorant la Première Guerre mondiale, la Seconde Guerre mondiale et la guerre d'Algérie, elle est inaugurée en 1923[67].
- Place du Marché (classé MH) avec ses façades, toitures et arcades (XVe siècle)[32]. La place du marché : encombrée avant 1291, d'échoppes de bouchers, savetiers et autres artisans. Elle est entourée de belles arcades en grande partie gothiques qui rappellent certaines villes de la Suisse alémanique ou de l'Allemagne du Sud. Elles doivent cette ressemblance à la construction qu'en firent, au XVe siècle, les reîtres allemands que Louis XI établit au Buis après la grande peste du siècle précédent[réf. nécessaire].
- Place des Arcades XVe et XVIe siècles.
- Ancien couvent des Dominicains (XVIe siècle) : cloître ancien, réfectoire puis salle de justice de paix avec boiseries[32]. L'ancien couvent des dominicains : fondé en 1294 par Raymond V de Mévouillon, le couvent fut élevé près du ruisseau de Malguery. Incendié en 1562 par Paul de Mouvans, l'un des chefs calvinistes, il n'en reste aucune trace. Rebâti à la fin du XVIe siècle, l'évêque de Vaison y autorisa le 30 avril 1598 la création d'un séminaire et d'un collège. Les Dominicains devinrent les instructeurs de la jeunesse buxoise. Vendu comme bien national après 1791, le couvent est devenu la propriété de la ville. Dans la cour, existent encore deux galeries du cloître de l'ancien monastère[réf. nécessaire].
- Vieux pont sur l'Ouvèze (1690) : une arche[32].
- Digue (1776)[32]. Cette digue, qui protège la ville des crues de l'Ouvèze, est pendant la saison hivernale une promenade ensoleillée d'où l'on aperçoit le vieux village de La Roche-sur-le-Buis avec les ruines de son château féodal[réf. nécessaire].
- Ruelle pittoresques, vieilles maisons[32].
- Fontaine (Premier Empire)[32].
- Platanes (protégés) plantés en 1811 pour la naissance du roi de Rome[32].
- Vestiges de l'ancienne synagogue (rue des Juifs)[32].
- Esplanade[32].

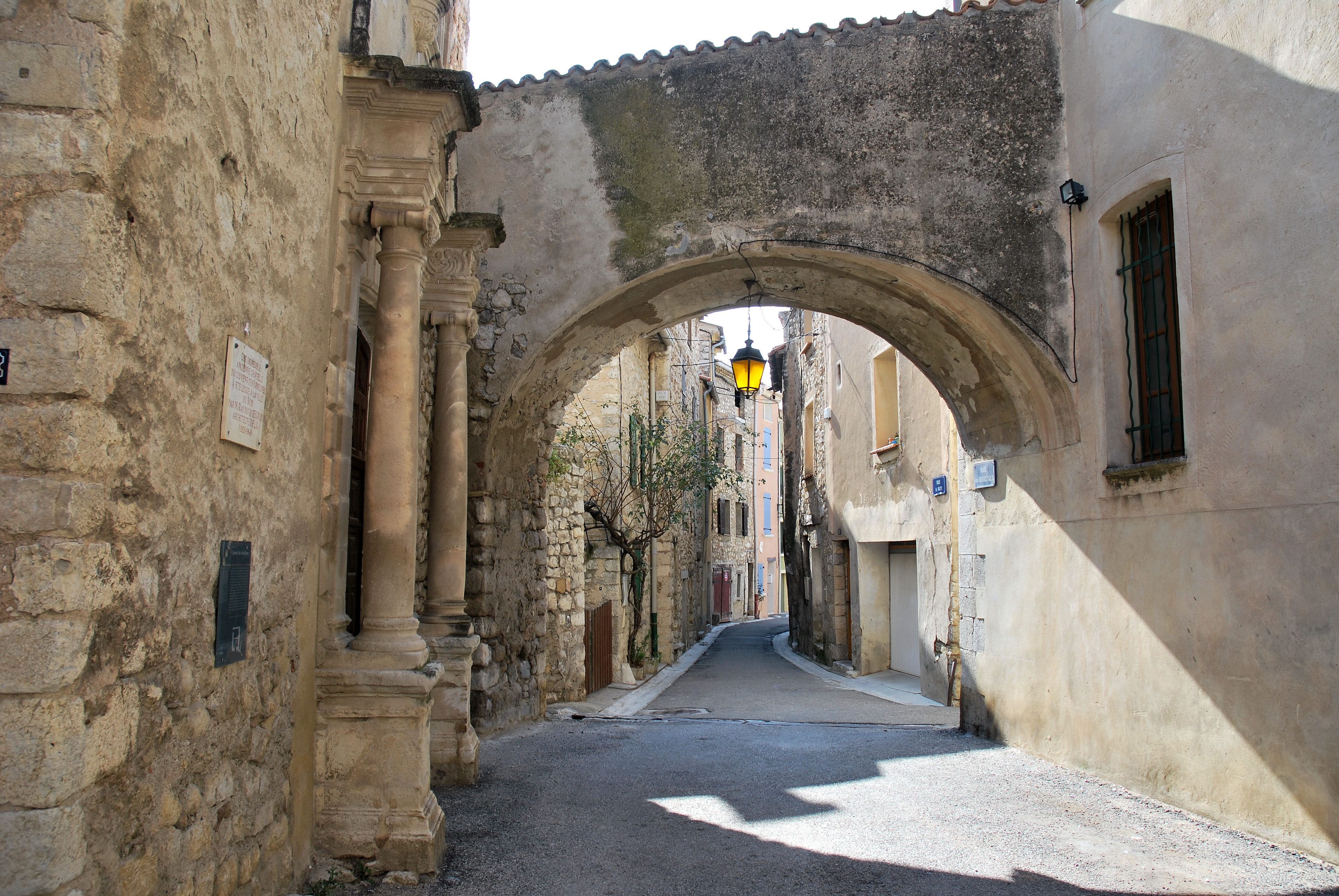
Porte du village. Portail Renaissance (à gauche), rue des Quiastres.
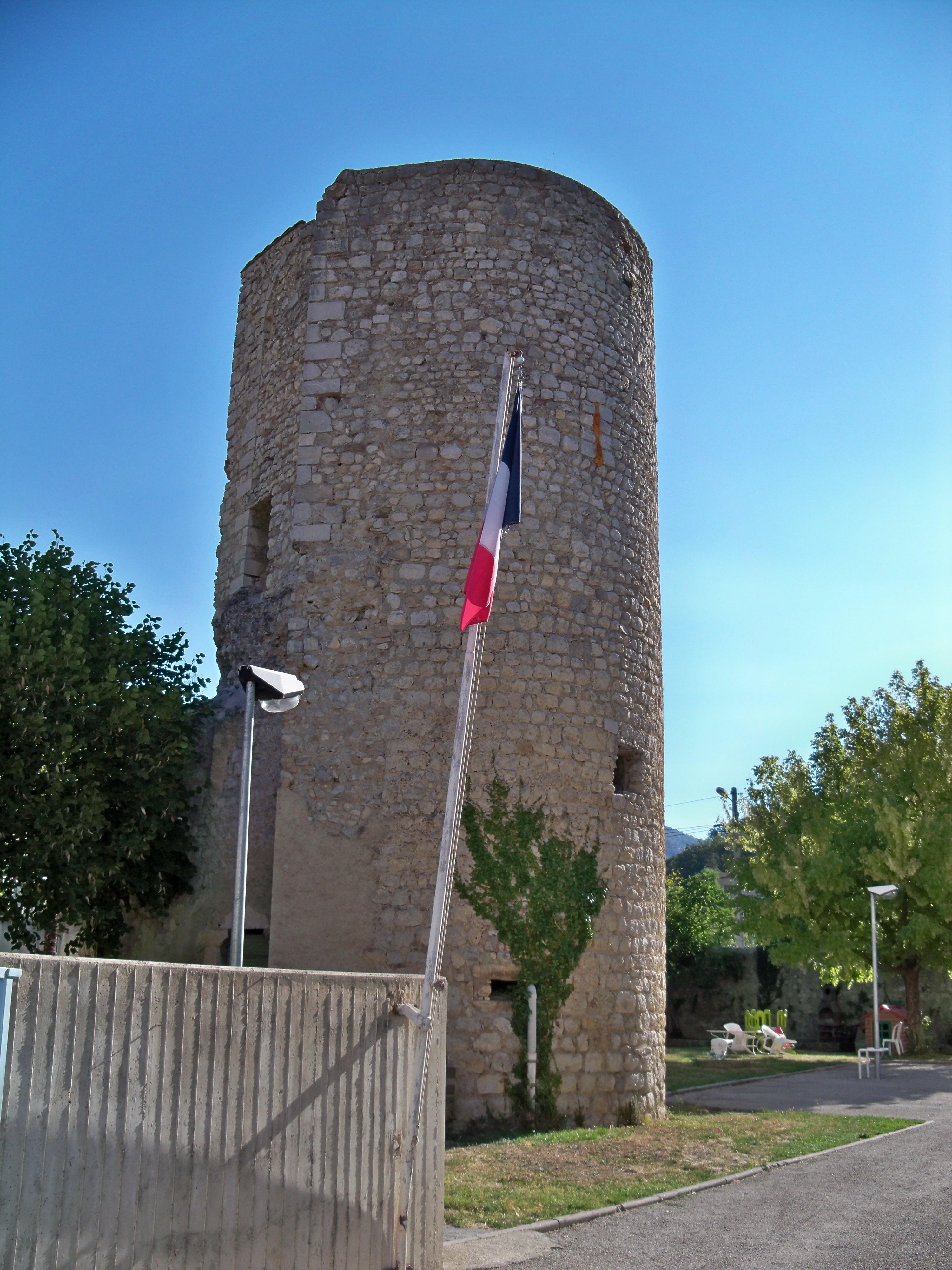
Tour du Pin.
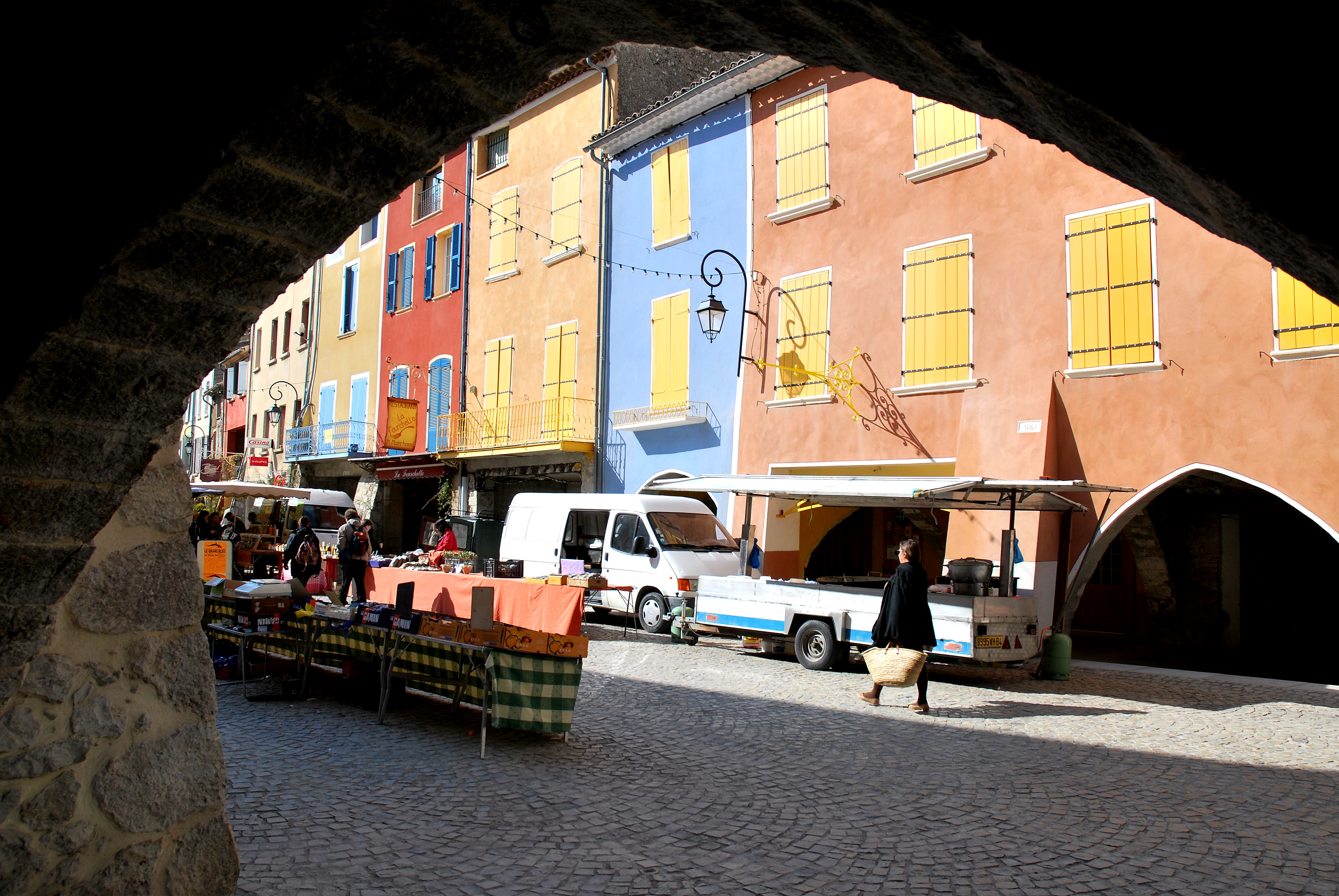
Place du Marché.
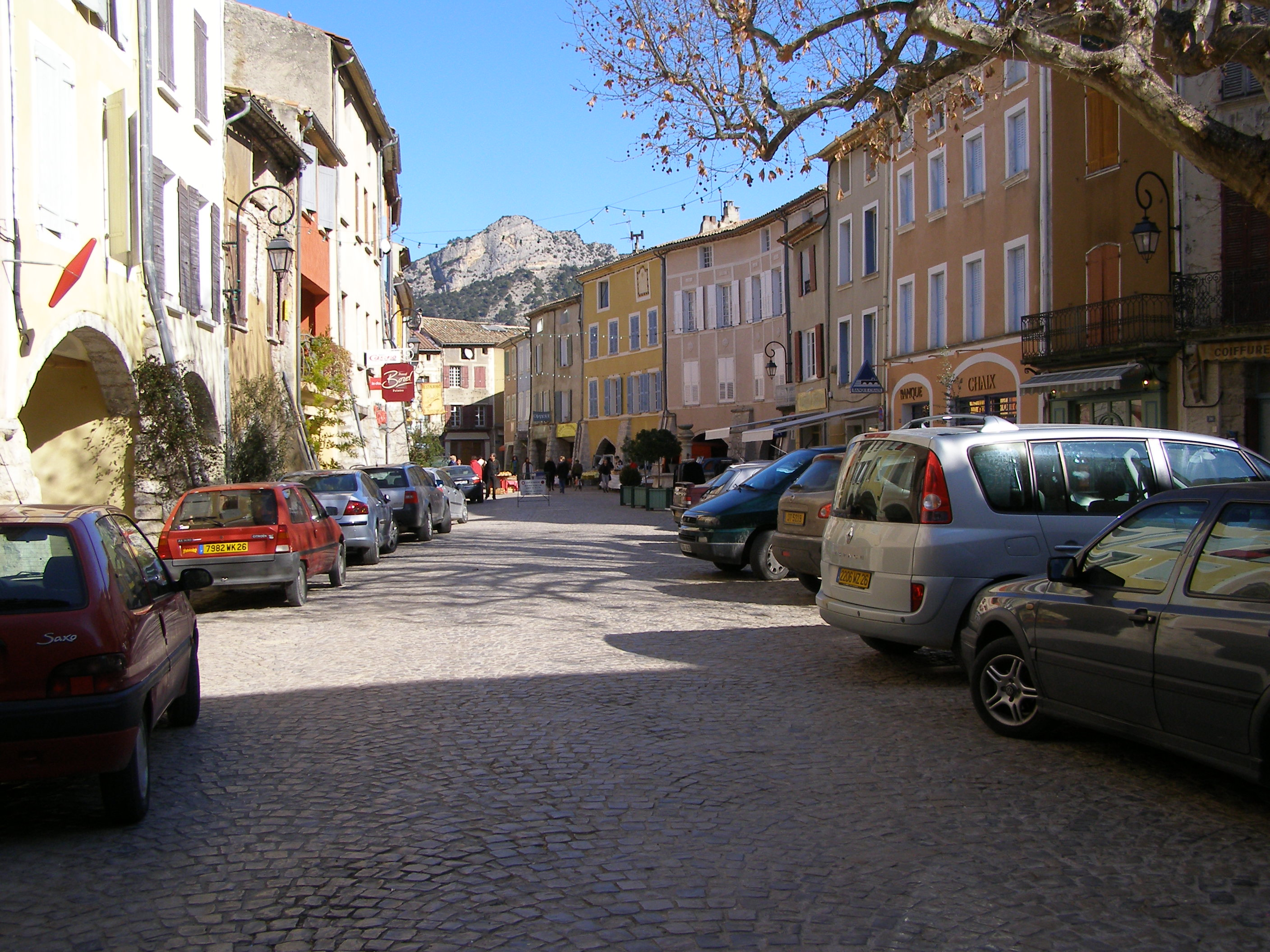
Place des Arcades.
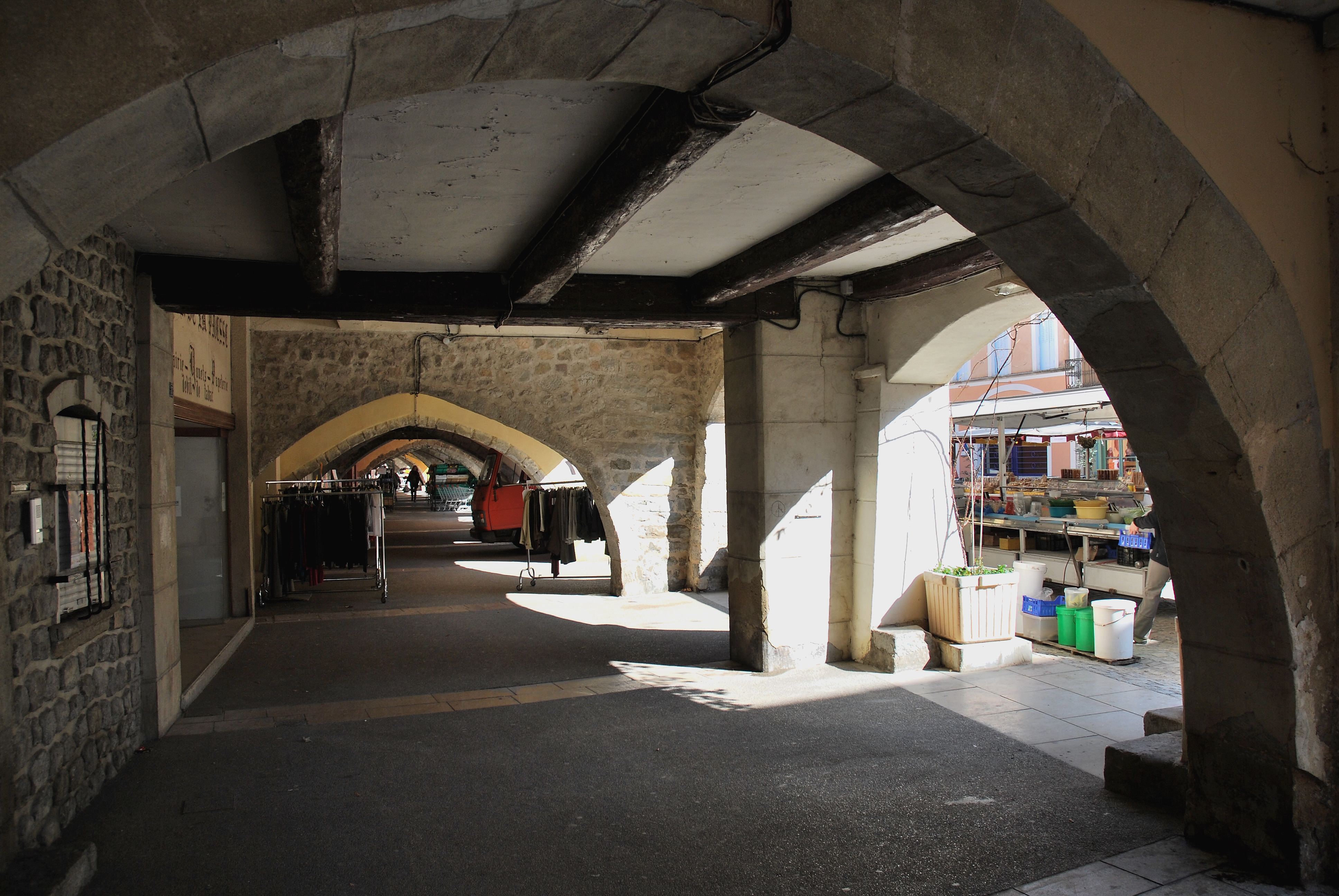
Sous les arcades.
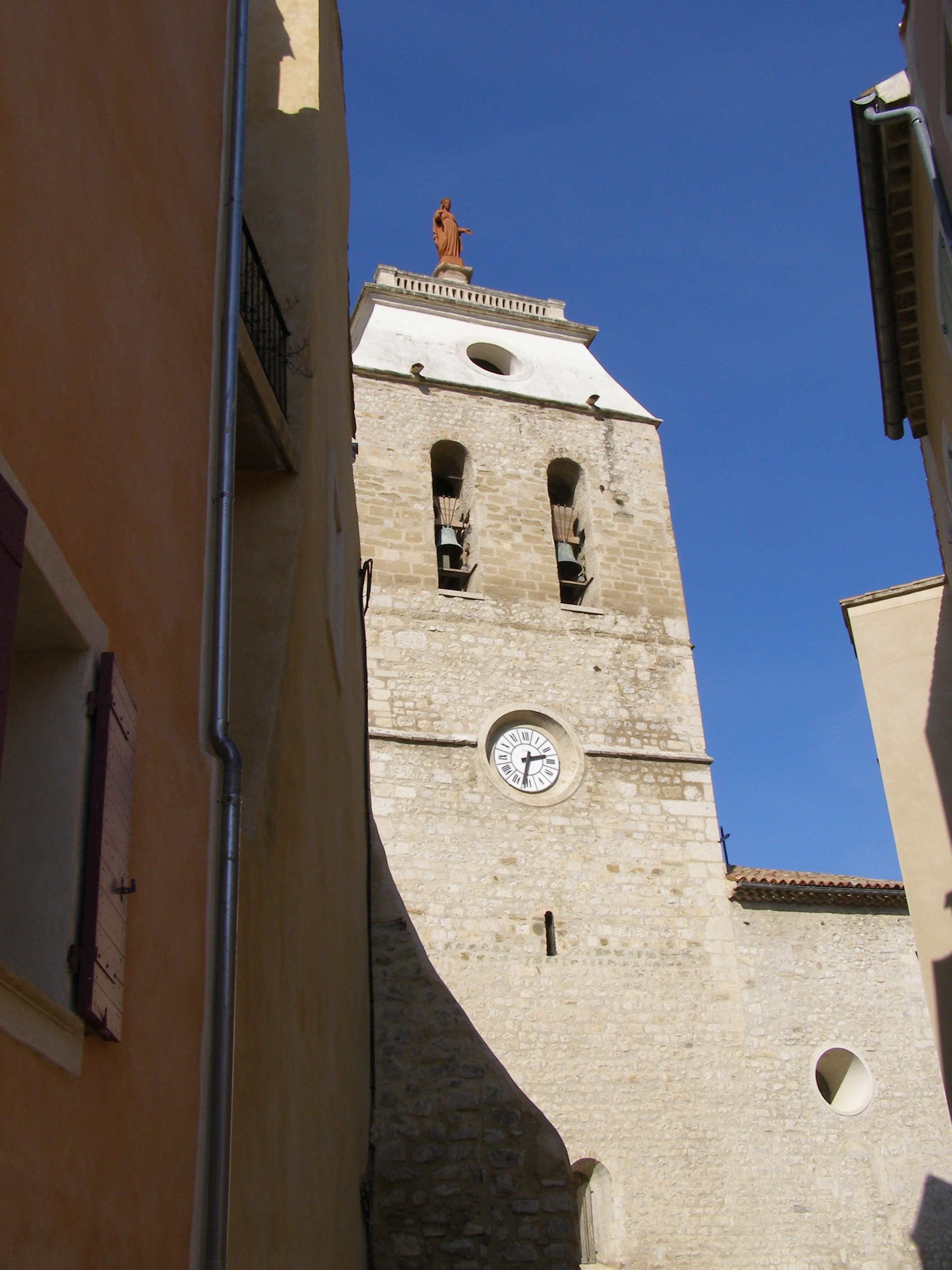
Église Notre-Dame de Nazareth.

- Ubrieux : château ruiné[32].
- Ermitage de Saint-Trophime[32].

Chapelle Saint-Trophime dite de l'ermitage, située à 5 kilomètres du village, près du rocher Saint-Julien, elle est mentionnée dès le XIVe siècle[réf. nécessaire].
- Chapelle Saint-Martin (ancienne paroisse ruinée lors des guerres de Religion)[32].

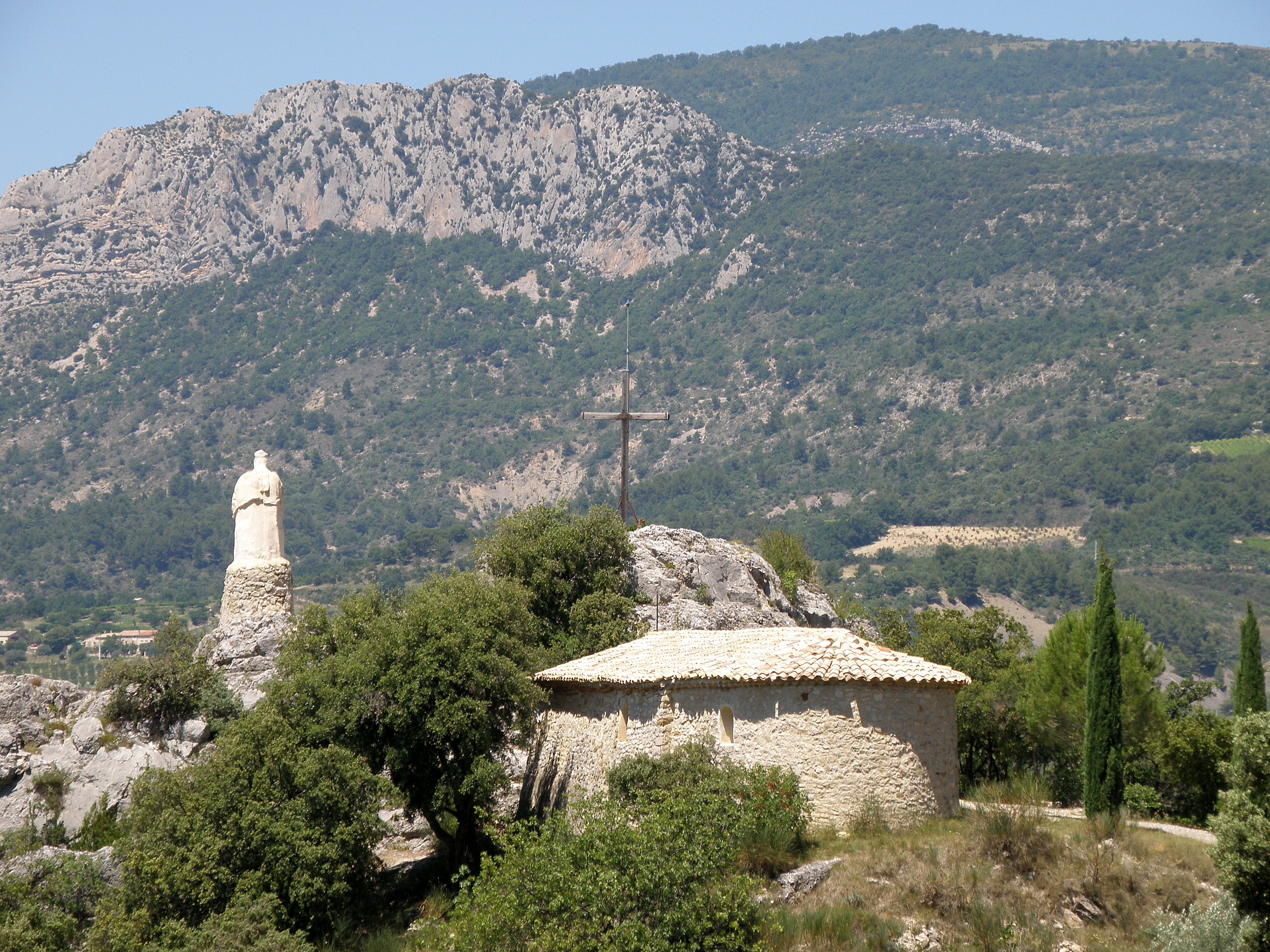
Chapelle Saint-Trophime dite de l'Ermitage.
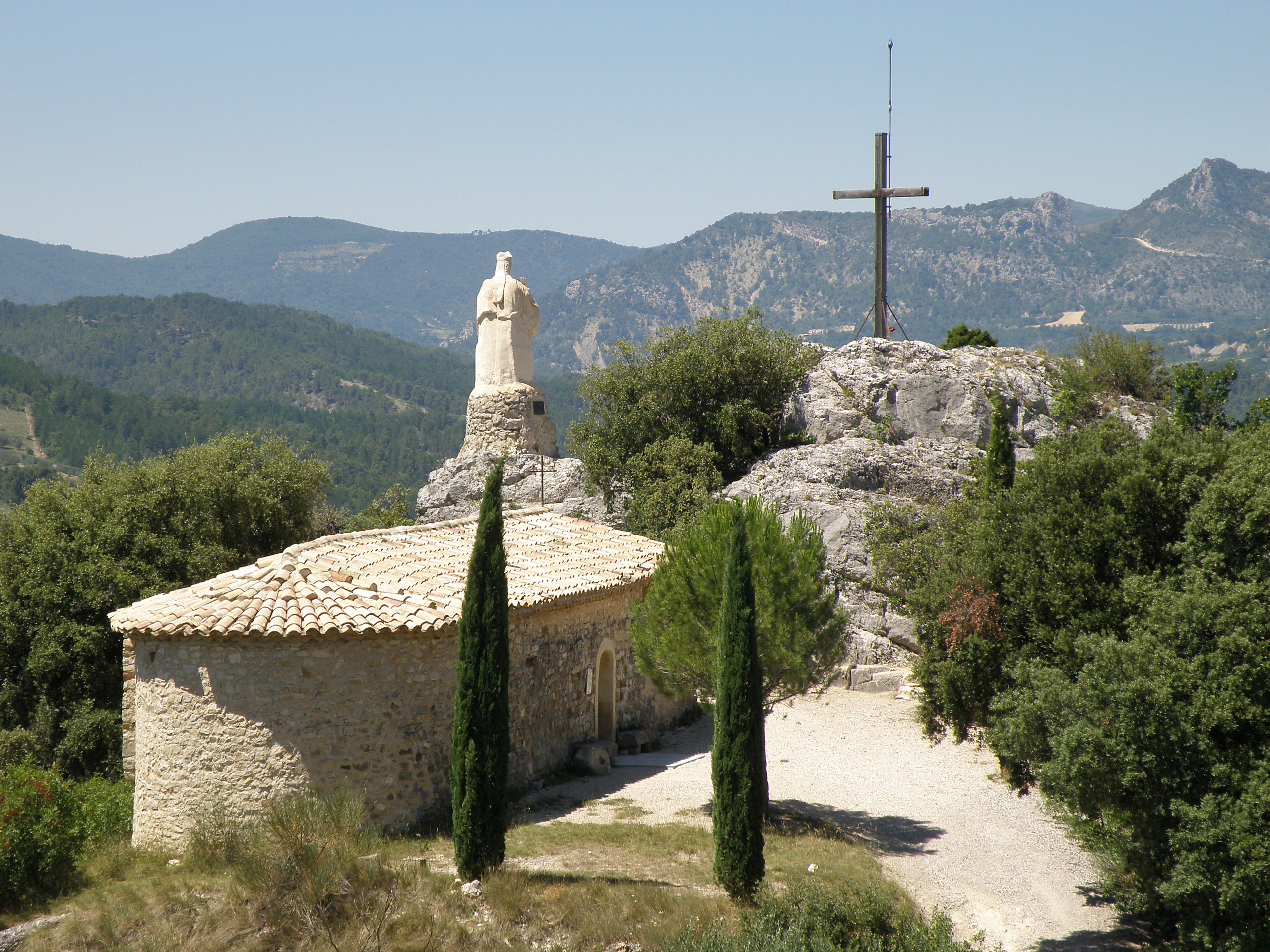
Chapelle Saint-Trophime.
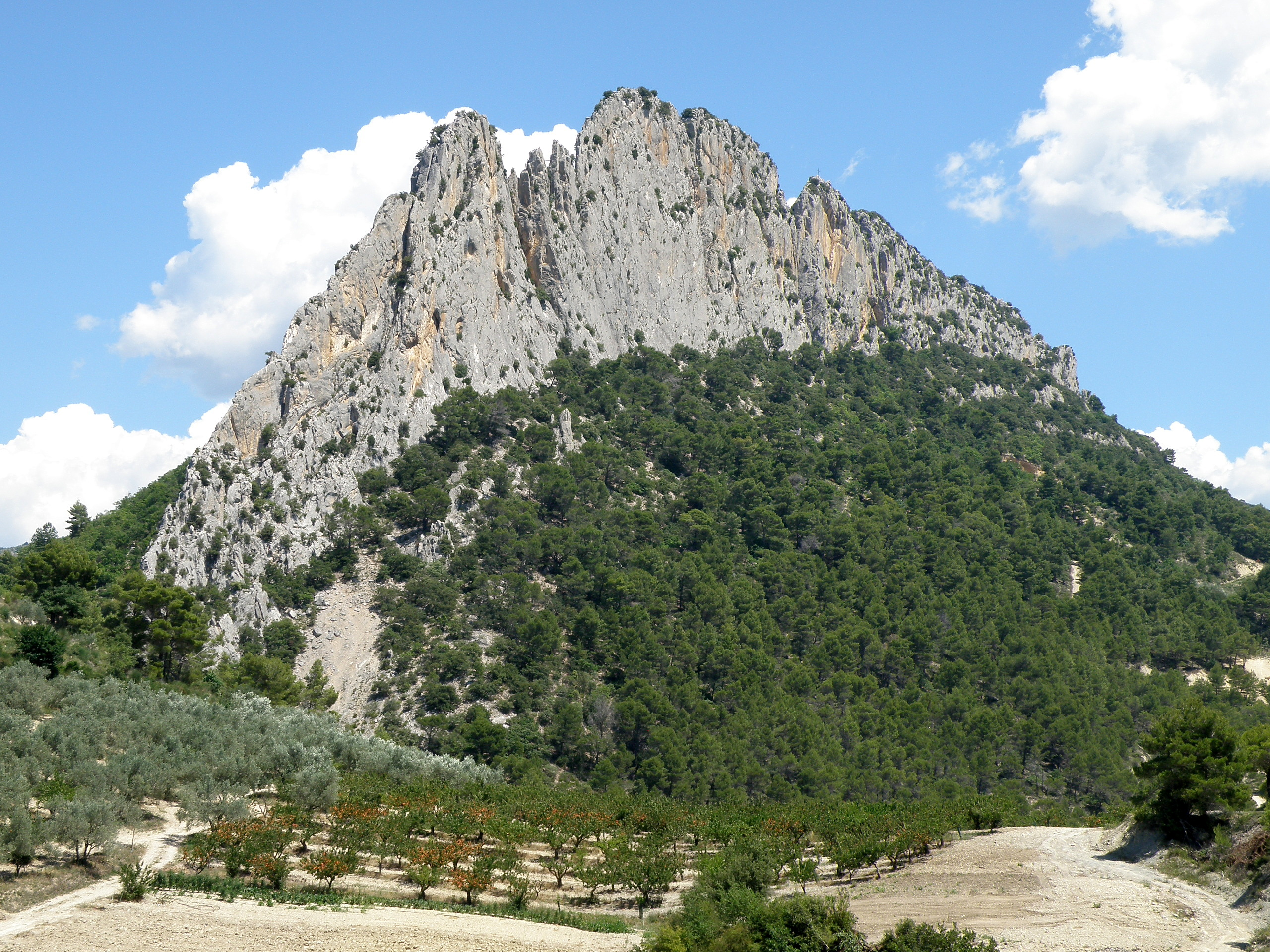
Rocher Saint-Julien.
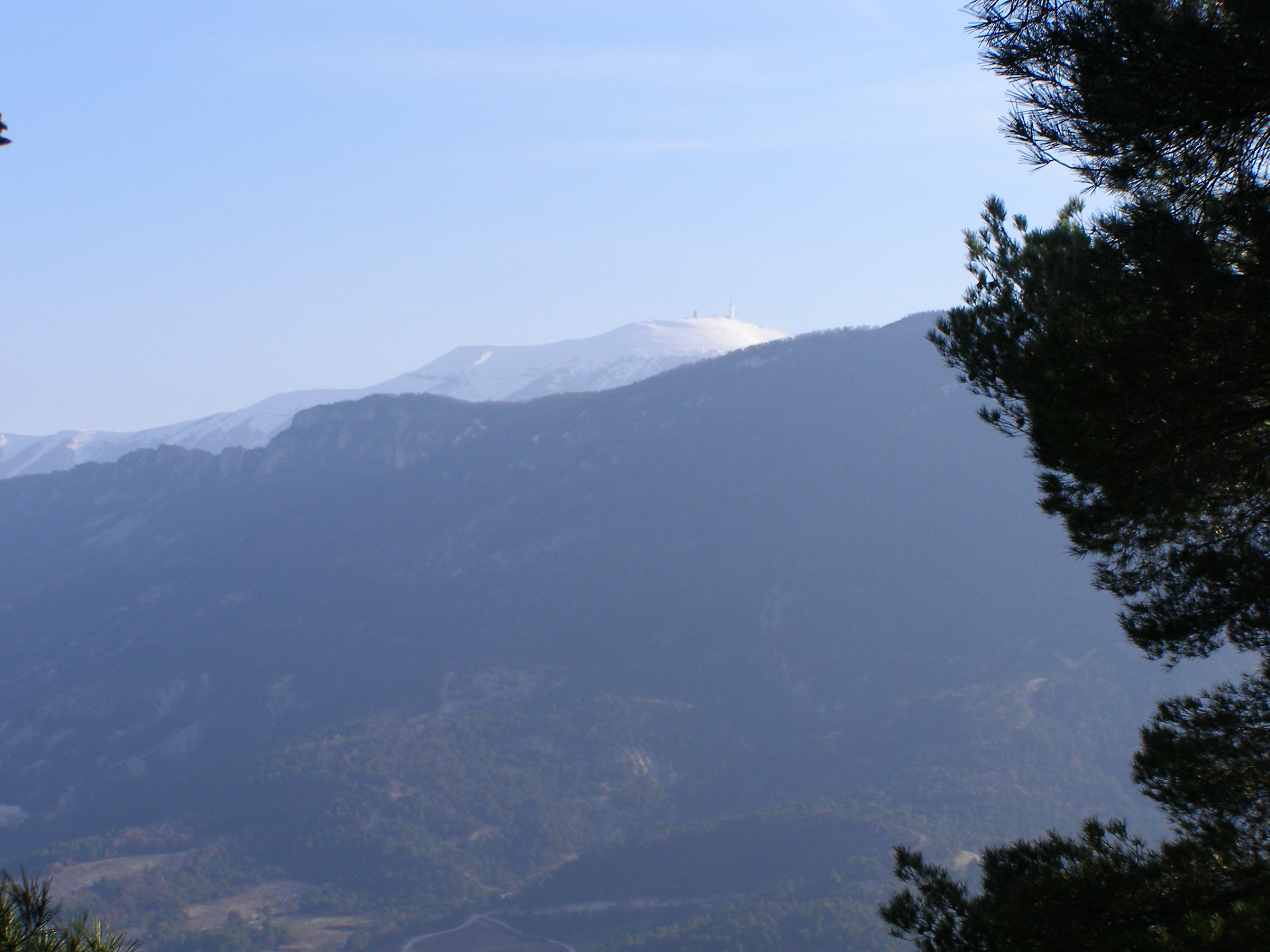
Vue sur le mont Ventoux.

### Patrimoine culturel
- Exposition de peinture et d'artisanat provençal[32].
- Association des Amis du Buis et des Baronnies[32].

### Buis-les-Baronnies dans les arts
Le peintre Henri Rivièrea peint de nombreux tableaux représentant Buis-les-Baronnies, principalement entre 1938 et 1944.

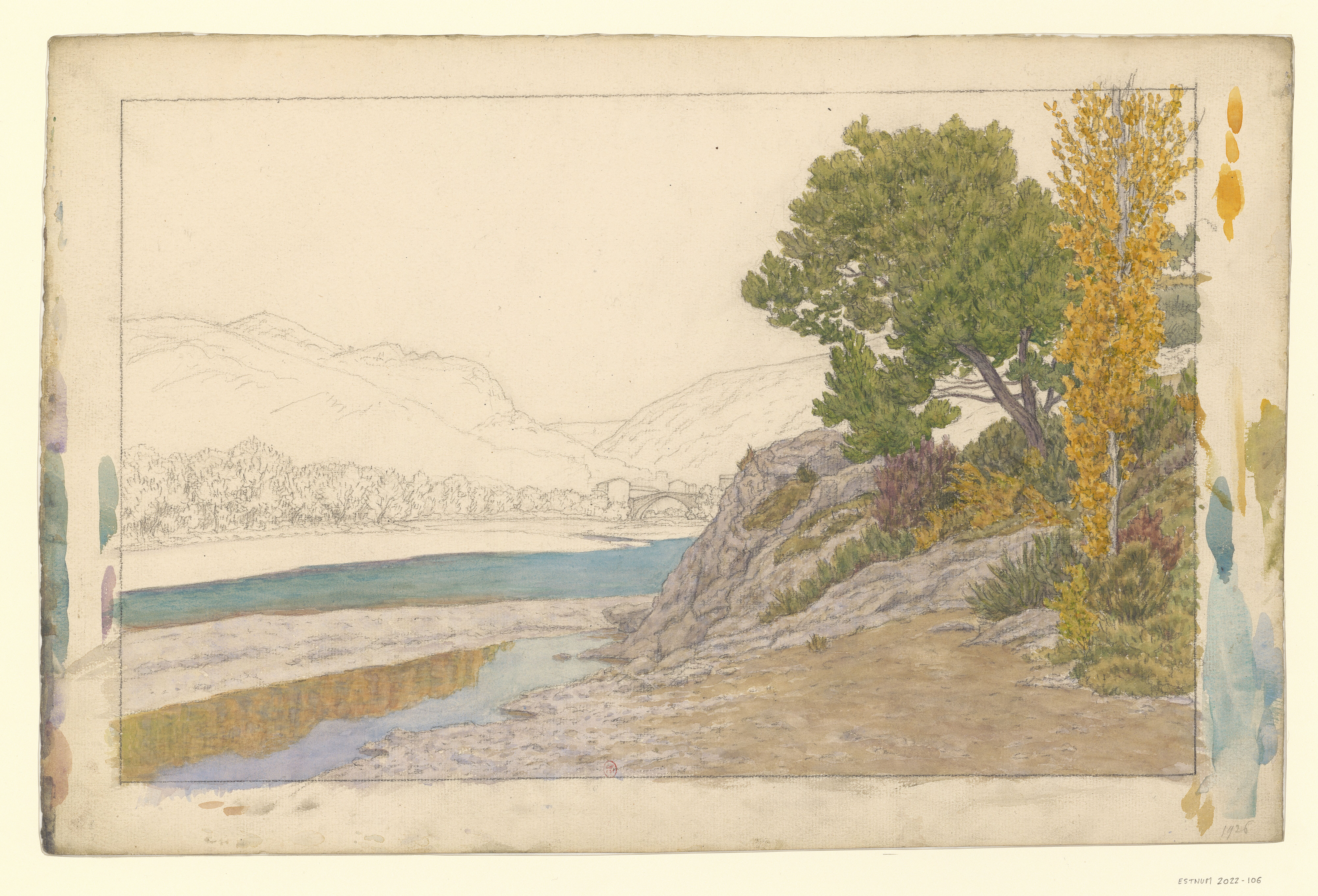
Buis-les-Baronnies, l'Ouvèze (dessin, 1926).
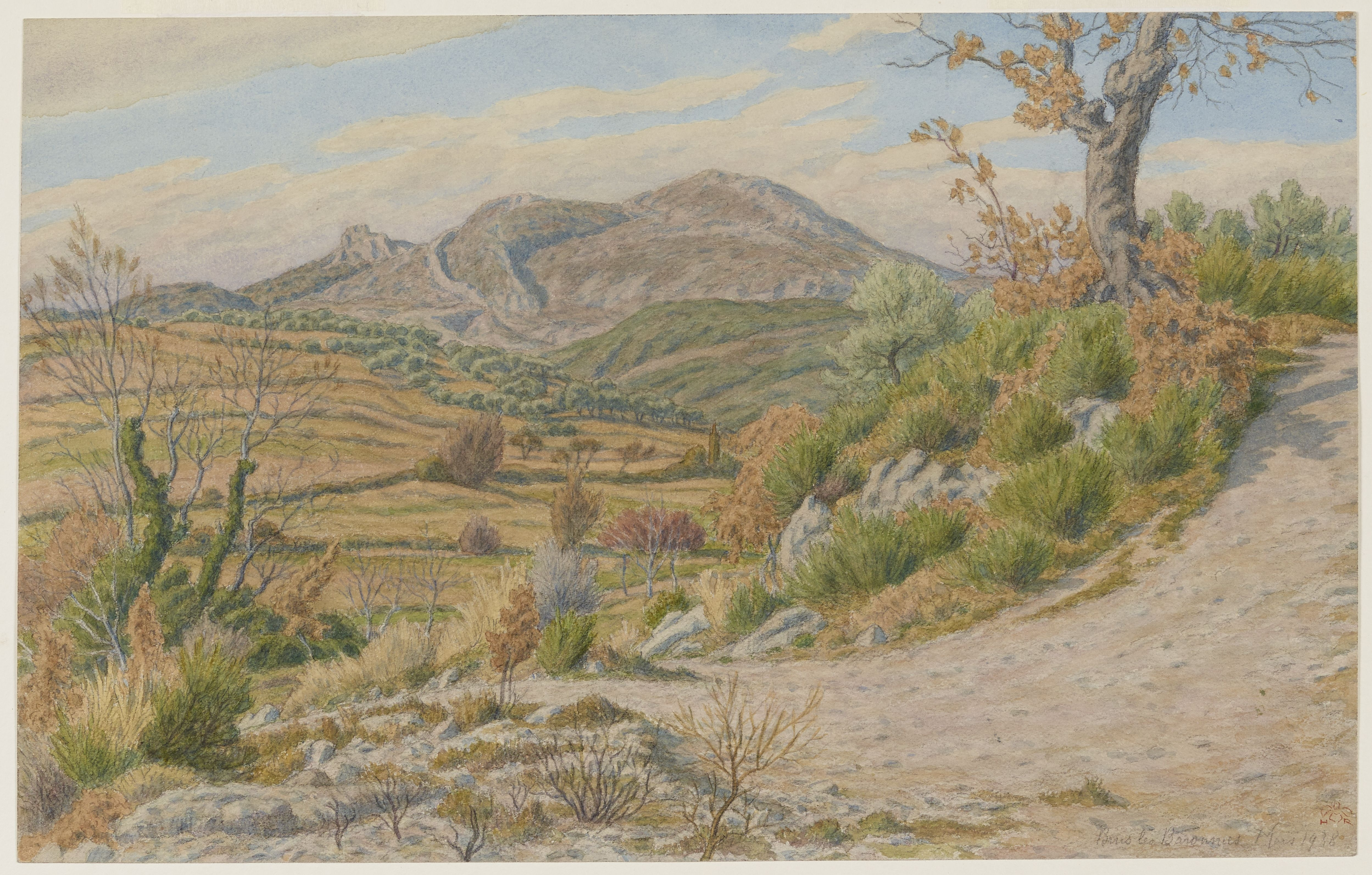
Buis-les-Baronnies (dessin, 1938).
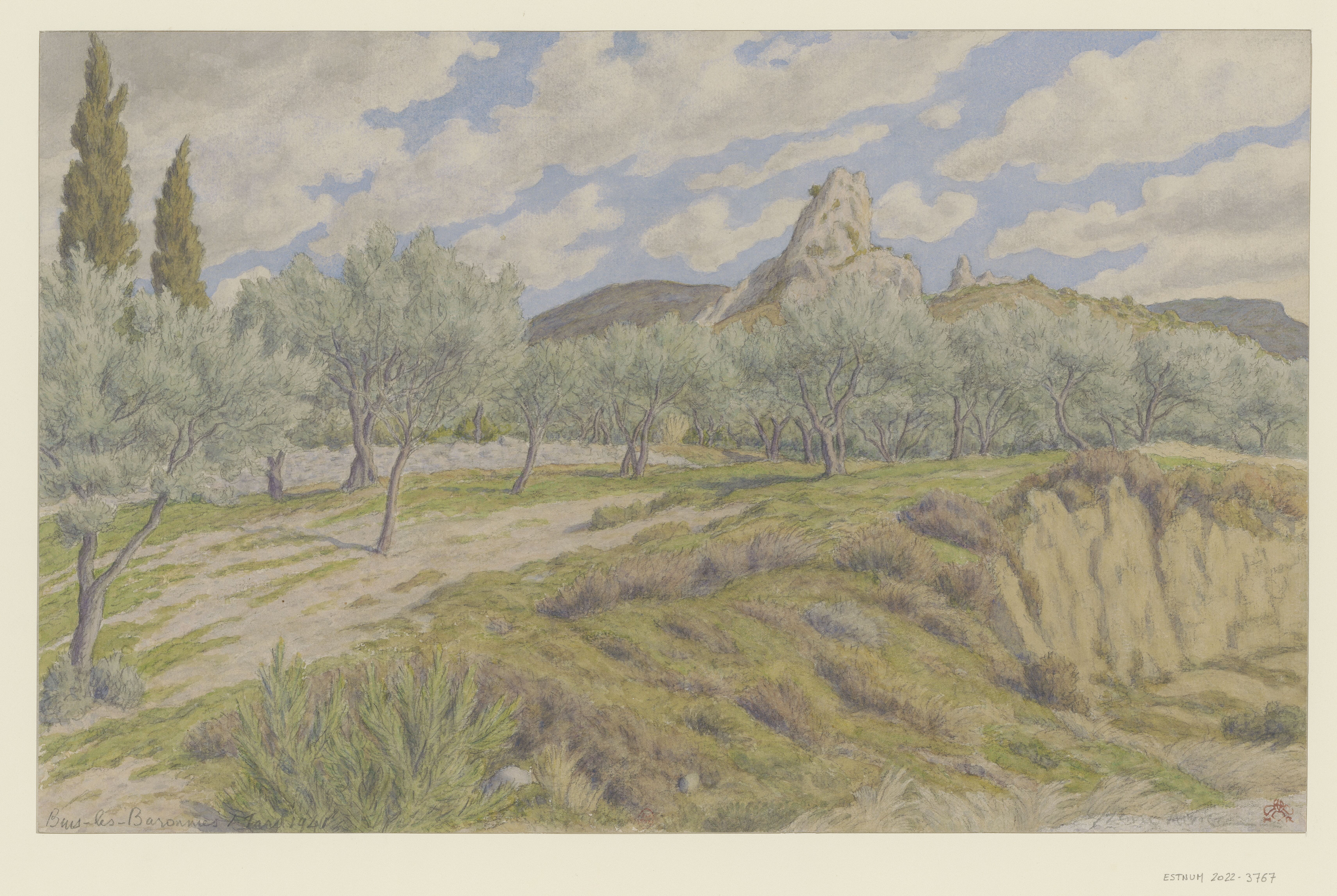
Buis-les-Baronnies, la Petite aiguille [Rocher Saint-Julien] (dessin, 1941).
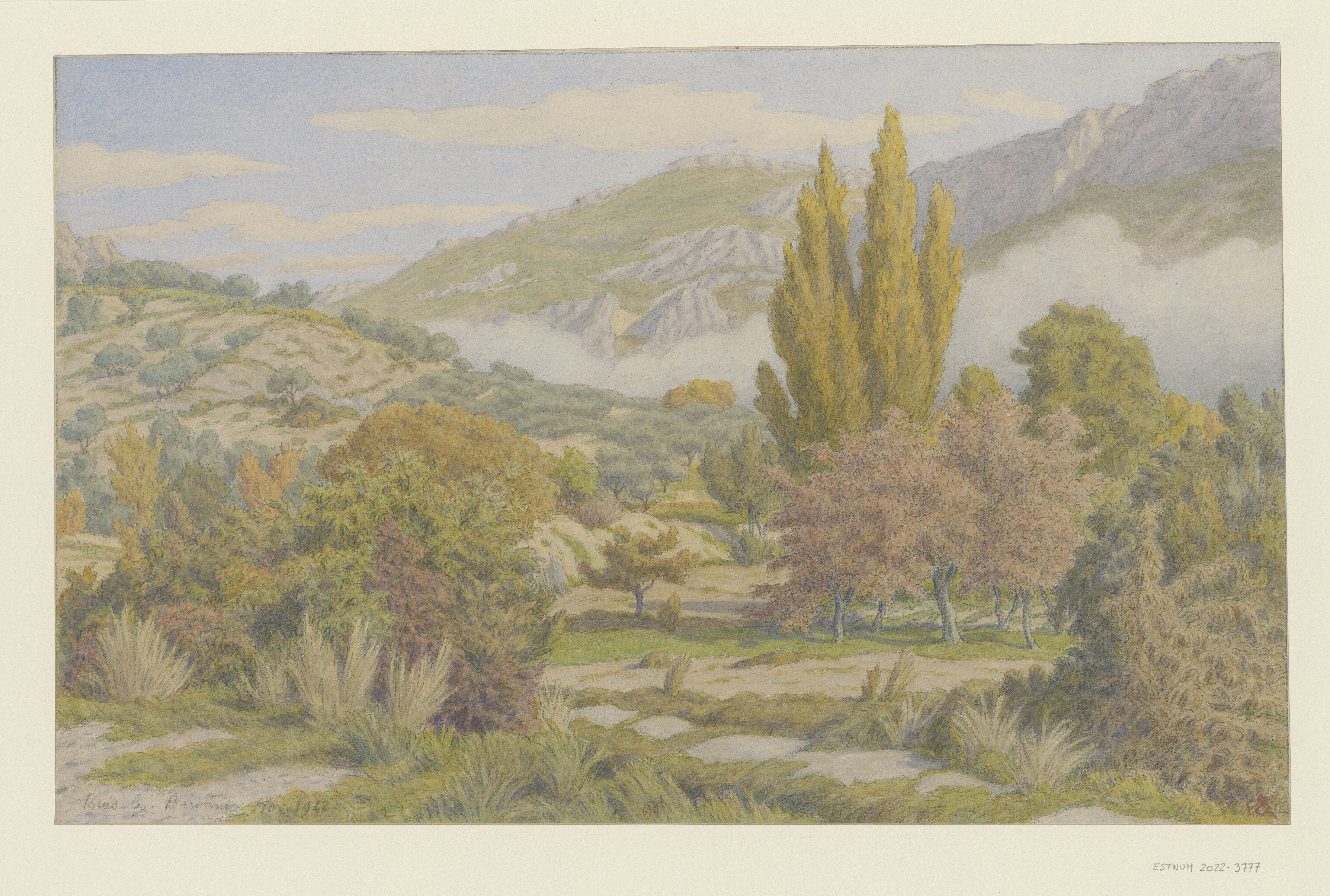
Buis-les-Baronnies, vallée de l'Ouzève (dessin, 1942).
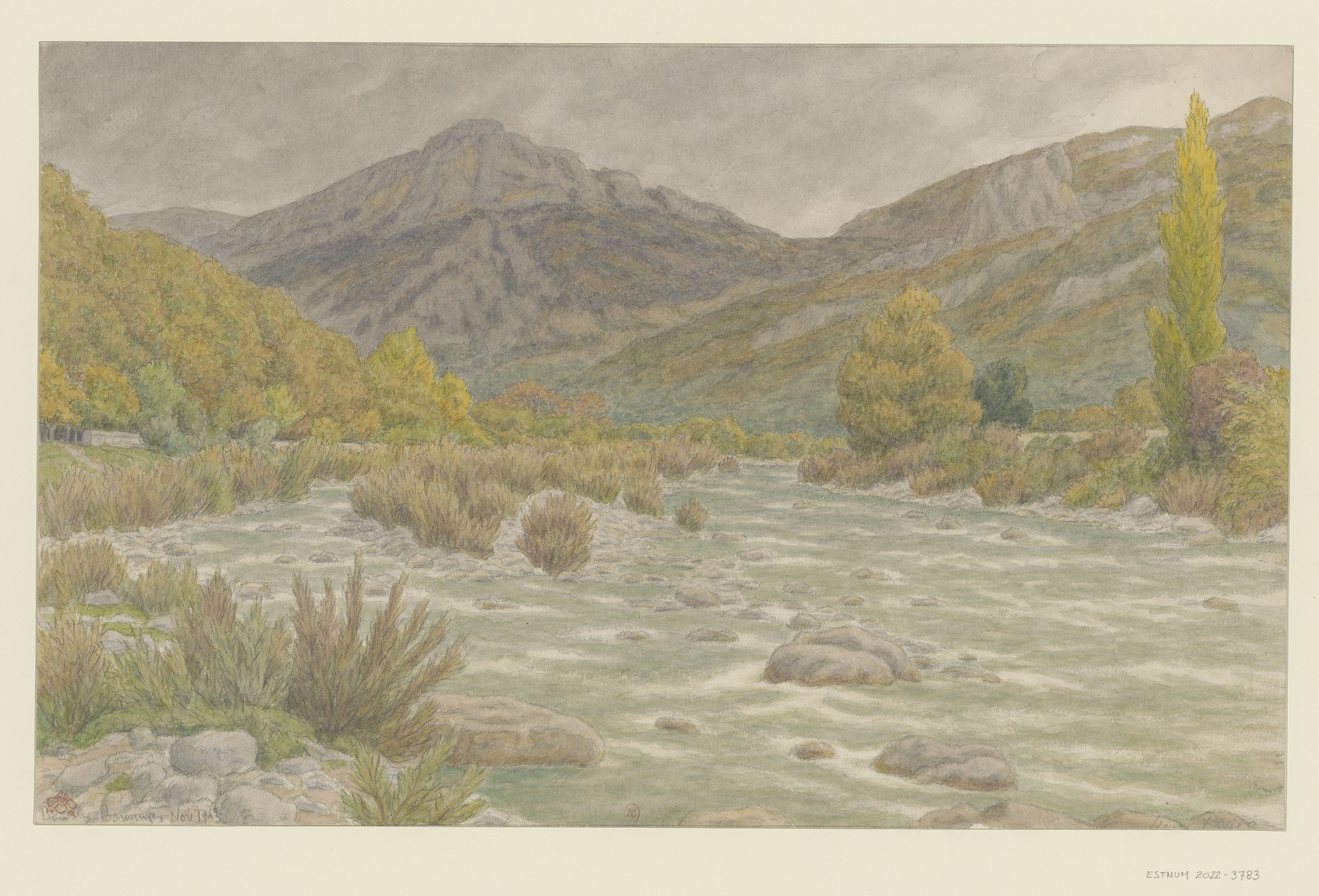
Buis-les-Baronnies, l'Ouvèze (dessin, 1943).
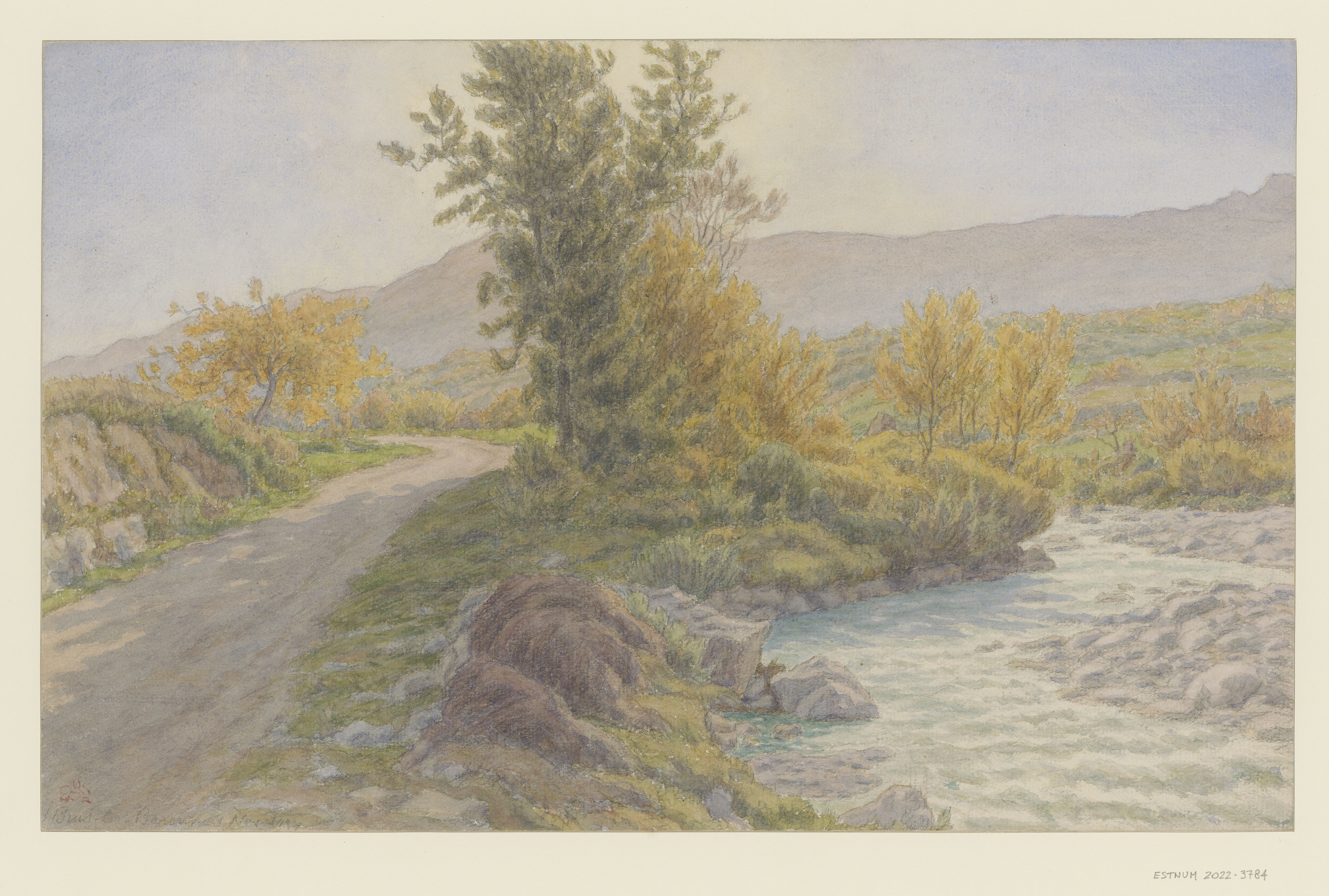
Buis-les-Baronnies, bords du Menon (dessin, 1943).
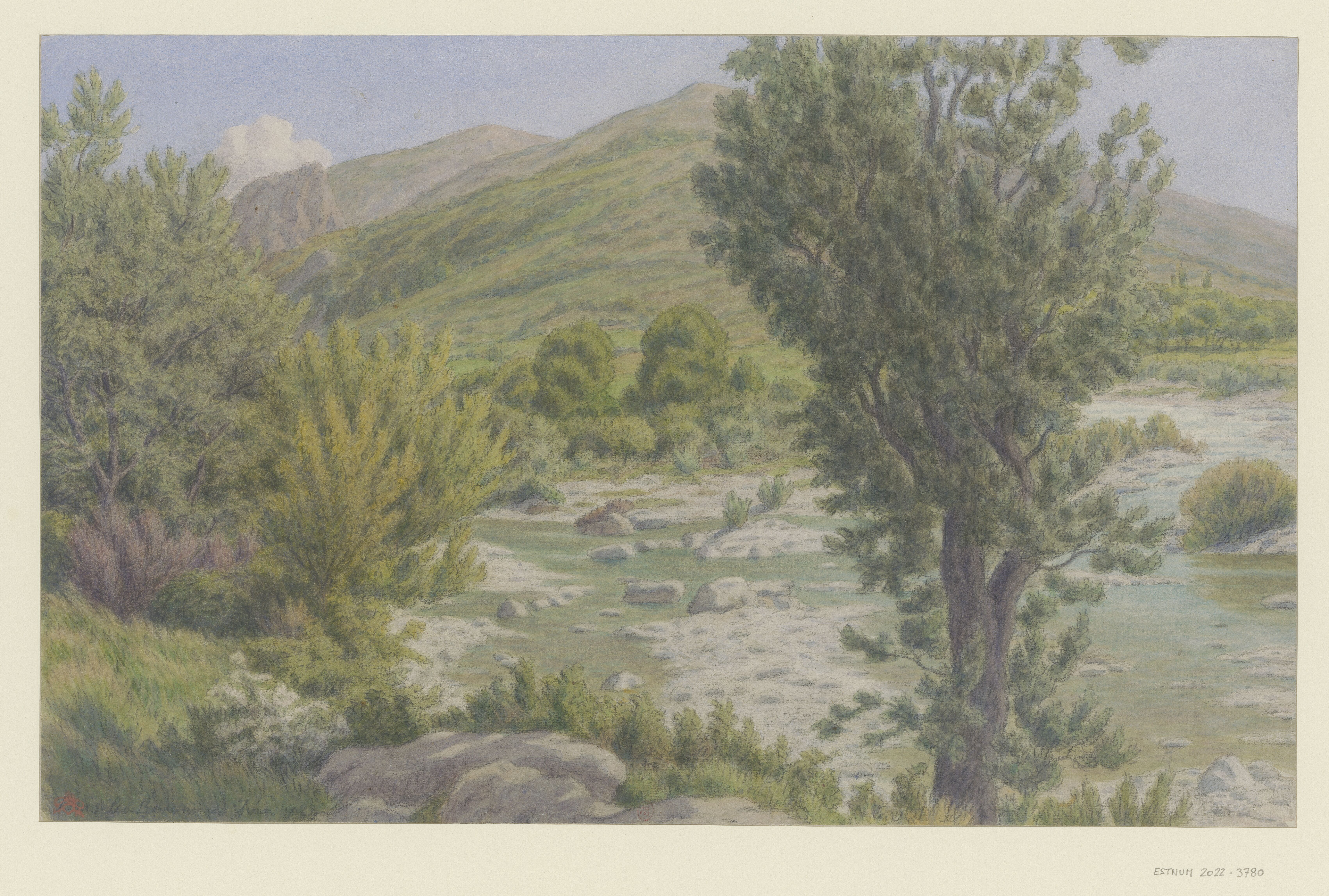
Buis-les-Baronnies, confluent de l'Ouvèze et du Menon (dessin, 1943).
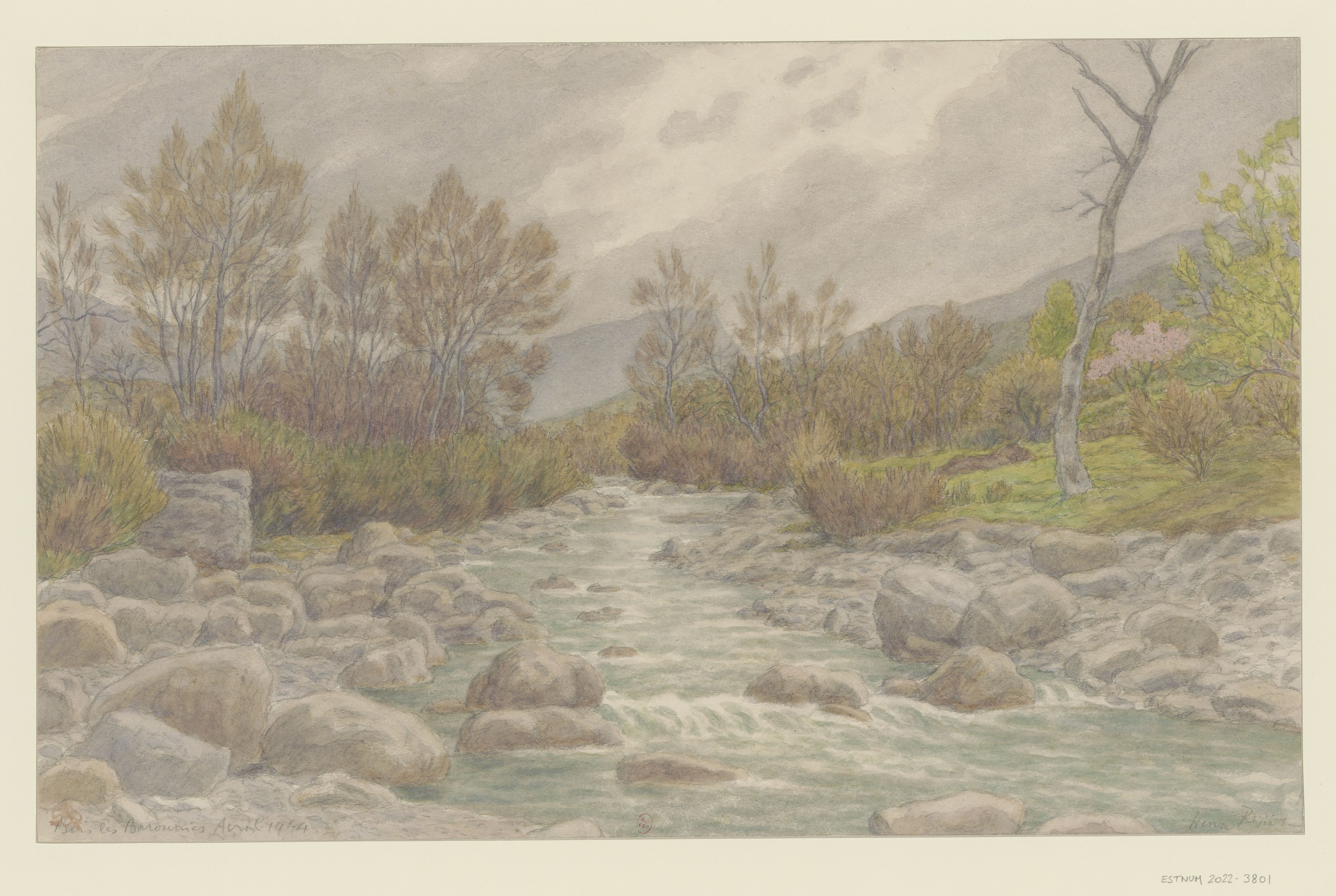
Buis-les-Baronnies, le Menon (dessin, 1944).
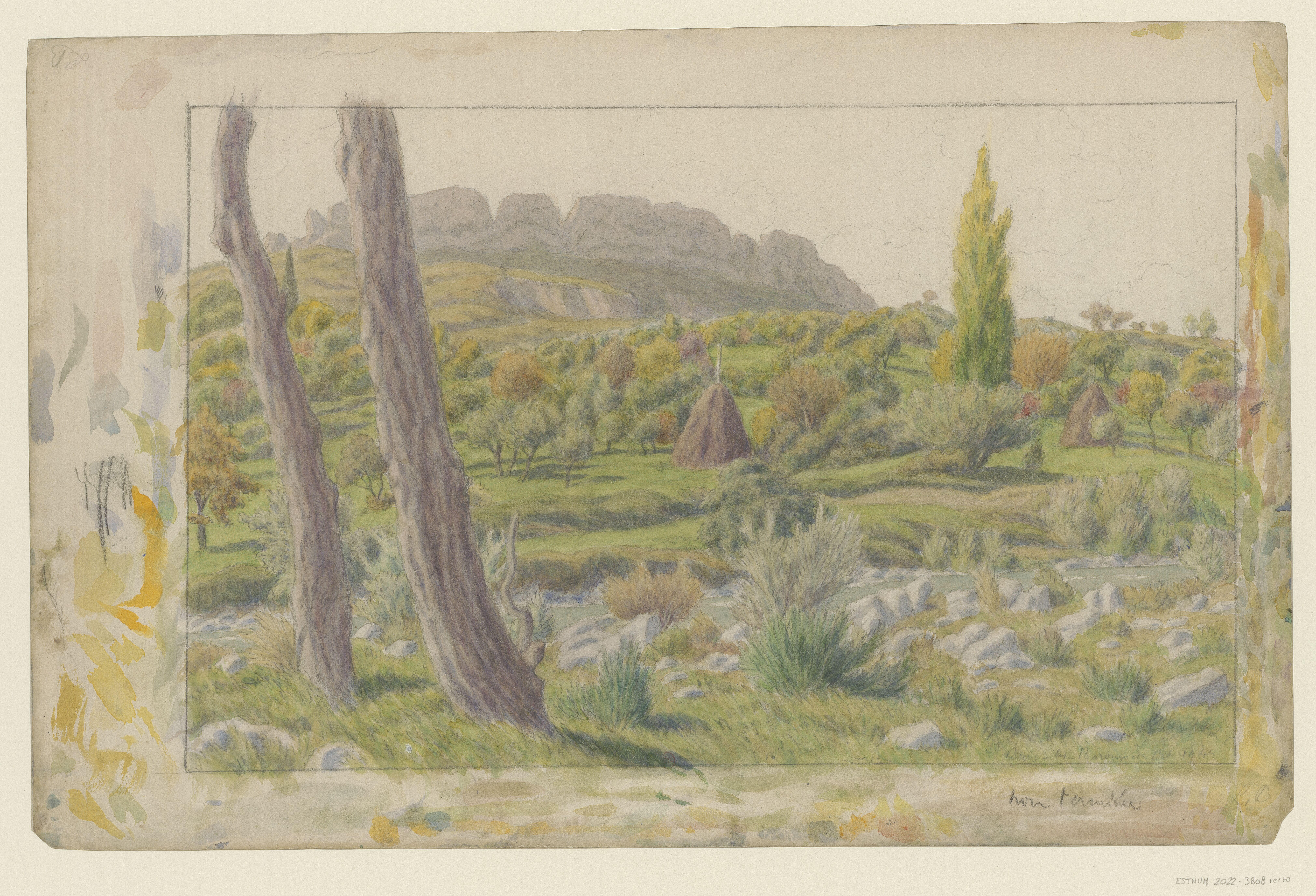
Buis-les-Baronnies (dessin, 1944).

### Personnalités liées à la commune
- Antoine Le Maçon (vers 1500-1559), traducteur, né dans la commune.
- Jean Jacques Jacomin (1764-1843), notaire, député de la Drôme, né dans la commune.
- Joseph-Boniface Franque (1774-1833), peintre, né dans la commune.
- Jean-Pierre Franque (1774-1860), peintre, né dans la commune.
- Henri Rivière (1864-1951), peintre et graveur, réfugié à Buis.
- Jean-Joseph Coupon (1822-1871), sculpteur, né dans la commune.
- Eugène Descamps (1922-1990), syndicaliste, mort dans la commune.
- Guy Bontempelli (1940-2014), auteur-compositeur-interprète français, a résidé dans la commune.
- Jacques Bompard (1943-), député de Vaucluse, a passé son enfance dans la commune.
- Desireless (1952-), chanteuse, réside depuis 1995 dans la commune.

### Héraldique, logotype et devise
| Blason de Buis-les-Baronnies | Blason  | D'argent au dauphin d'azur brochant sur une branche de buis de sinople.             |
| Blason de Buis-les-Baronnies | Détails | Le statut officiel du blason reste à déterminer.                                    |
| Blason de Buis-les-Baronnies | Alias   | D'argent au buis de sinople, au dauphin la queue levée d'azur brochant sur le tout. |

## Pour approfondir

#### Bases de données, dictionnaires et encyclopédies
- Ressources relatives à la géographie :   - Insee (communes)
  - Ldh/EHESS/Cassini
- Ressource relative à plusieurs domaines :   - Annuaire du service public français
- Ressource relative à la musique :   - MusicBrainz
- Notices d'autorité :   - VIAF
  - BnF (données)
  - IdRef
  - LCCN
  - GND
  - Israël
  - WorldCat